# Связка (шахматы)
Свя́зка (англ. pin, нем. Fesselung) — нападение дальнобойной фигуры (ферзя, ладьи, слона) на неприятельскую фигуру (или пешку), за которой на линии нападения (линии связки) расположена другая неприятельская фигура (равнозначная либо более ценная) или какой-либо важный пункт. Таким образом, в связке участвуют, как правило, три фигуры:
1. Связывающая — нападающая фигура.
2. Связанная (заслоняющая) — защищающая. Связка обычно приводит к ограничению её подвижности и атакующих действий.
3. Прикрываемая — защищаемая.

Связка возможна и с участием только двух фигур в случае, когда связанная фигура прикрывает собой важный пункт, а не другую свою фигуру.
Связанная фигура, прикрывающая своего короля, не теряет способности атаковать, и королю противника запрещено идти под удар такой фигуры.

## Типы связок
1. Полная — связка, в которой король является прикрываемой фигурой, из-за чего связанная фигура не может уйти с линии связки. Различают два вида полной связки:
  1. абсолютная — связка фигуры, не способной двигаться вдоль линии связки, при этом заслоняющая фигура полностью теряет способность двигаться.
  2. относительная — связка фигуры, способной двигаться по линии связки.
2. Неполная — связка, в которой король не является прикрываемой фигурой, и связанная фигура может уйти с линии связки.

Фигура может дать шах или мат, даже будучи связанной. Вследствие этого свойства связанная фигура может, в свою очередь, связывать фигуру противника (взаимная связка). Если на линии связки расположены три (или более) неприятельских фигуры, связка называется сложной.
Действие, приводящее к образованию связки, называется связыванием.

## В шахматной композиции
В шахматной композиции различают следующие способы связывания:
- Прямое — дальнобойная фигура идёт на линию связки, связывая фигуру (или пешку) другого цвета.
- Косвенное — с линии связки уходит фигура (или пешка) того же цвета, что и связывающая.
- Самосвязывание— связка создаётся ходом той стороны, чья фигура (или пешка) оказывается связанной.

Скрытая (замаскированная) связка — позиция, в которой на линии связки расположены не менее двух фигур, и связка образуется вследствие ухода с этой линии одной или нескольких фигур любого цвета.
Полусвязка — позиция, в которой между королём и дальнобойной фигурой другого цвета находятся две фигуры (или пешки) того же цвета, что и король. Уход любой из этих двух фигур (пешек) создаёт связку оставшейся фигуры (пешки) — частный случай самосвязывания. Полусвязка является также частным случаем замаскированной связки.
Третьсвязка — позиция, в которой между королём и дальнобойной фигурой другого цвета находятся три фигуры (или пешки) того же цвета, что и король. Уход любых двух из этих трёх фигур (пешек) создаёт связку оставшейся фигуры (пешки).

## Примеры
|   | a | b | c | d | e | f | g | h |   |
| - | --- | --- | --- | --- | --- | --- | --- | --- | - |
| 8 | a8 чёрная ладья · d8 чёрный ферзь · e8 чёрный король · f8 чёрный слон · g8 чёрный конь · h8 чёрная ладья · a7 чёрная пешка · b7 чёрная пешка · c7 чёрная пешка · f7 чёрная пешка · g7 чёрная пешка · h7 чёрная пешка · c6 чёрный конь · d6 чёрная пешка · b5 белый слон · e5 чёрная пешка · e4 белая пешка · g4 чёрный слон · c3 белая пешка · f3 белый конь · a2 белая пешка · b2 белая пешка · d2 белая пешка · f2 белая пешка · g2 белая пешка · h2 белая пешка · a1 белая ладья · b1 белый конь · c1 белый слон · d1 белый ферзь · e1 белый король · h1 белая ладья | a8 чёрная ладья · d8 чёрный ферзь · e8 чёрный король · f8 чёрный слон · g8 чёрный конь · h8 чёрная ладья · a7 чёрная пешка · b7 чёрная пешка · c7 чёрная пешка · f7 чёрная пешка · g7 чёрная пешка · h7 чёрная пешка · c6 чёрный конь · d6 чёрная пешка · b5 белый слон · e5 чёрная пешка · e4 белая пешка · g4 чёрный слон · c3 белая пешка · f3 белый конь · a2 белая пешка · b2 белая пешка · d2 белая пешка · f2 белая пешка · g2 белая пешка · h2 белая пешка · a1 белая ладья · b1 белый конь · c1 белый слон · d1 белый ферзь · e1 белый король · h1 белая ладья | a8 чёрная ладья · d8 чёрный ферзь · e8 чёрный король · f8 чёрный слон · g8 чёрный конь · h8 чёрная ладья · a7 чёрная пешка · b7 чёрная пешка · c7 чёрная пешка · f7 чёрная пешка · g7 чёрная пешка · h7 чёрная пешка · c6 чёрный конь · d6 чёрная пешка · b5 белый слон · e5 чёрная пешка · e4 белая пешка · g4 чёрный слон · c3 белая пешка · f3 белый конь · a2 белая пешка · b2 белая пешка · d2 белая пешка · f2 белая пешка · g2 белая пешка · h2 белая пешка · a1 белая ладья · b1 белый конь · c1 белый слон · d1 белый ферзь · e1 белый король · h1 белая ладья | a8 чёрная ладья · d8 чёрный ферзь · e8 чёрный король · f8 чёрный слон · g8 чёрный конь · h8 чёрная ладья · a7 чёрная пешка · b7 чёрная пешка · c7 чёрная пешка · f7 чёрная пешка · g7 чёрная пешка · h7 чёрная пешка · c6 чёрный конь · d6 чёрная пешка · b5 белый слон · e5 чёрная пешка · e4 белая пешка · g4 чёрный слон · c3 белая пешка · f3 белый конь · a2 белая пешка · b2 белая пешка · d2 белая пешка · f2 белая пешка · g2 белая пешка · h2 белая пешка · a1 белая ладья · b1 белый конь · c1 белый слон · d1 белый ферзь · e1 белый король · h1 белая ладья | a8 чёрная ладья · d8 чёрный ферзь · e8 чёрный король · f8 чёрный слон · g8 чёрный конь · h8 чёрная ладья · a7 чёрная пешка · b7 чёрная пешка · c7 чёрная пешка · f7 чёрная пешка · g7 чёрная пешка · h7 чёрная пешка · c6 чёрный конь · d6 чёрная пешка · b5 белый слон · e5 чёрная пешка · e4 белая пешка · g4 чёрный слон · c3 белая пешка · f3 белый конь · a2 белая пешка · b2 белая пешка · d2 белая пешка · f2 белая пешка · g2 белая пешка · h2 белая пешка · a1 белая ладья · b1 белый конь · c1 белый слон · d1 белый ферзь · e1 белый король · h1 белая ладья | a8 чёрная ладья · d8 чёрный ферзь · e8 чёрный король · f8 чёрный слон · g8 чёрный конь · h8 чёрная ладья · a7 чёрная пешка · b7 чёрная пешка · c7 чёрная пешка · f7 чёрная пешка · g7 чёрная пешка · h7 чёрная пешка · c6 чёрный конь · d6 чёрная пешка · b5 белый слон · e5 чёрная пешка · e4 белая пешка · g4 чёрный слон · c3 белая пешка · f3 белый конь · a2 белая пешка · b2 белая пешка · d2 белая пешка · f2 белая пешка · g2 белая пешка · h2 белая пешка · a1 белая ладья · b1 белый конь · c1 белый слон · d1 белый ферзь · e1 белый король · h1 белая ладья | a8 чёрная ладья · d8 чёрный ферзь · e8 чёрный король · f8 чёрный слон · g8 чёрный конь · h8 чёрная ладья · a7 чёрная пешка · b7 чёрная пешка · c7 чёрная пешка · f7 чёрная пешка · g7 чёрная пешка · h7 чёрная пешка · c6 чёрный конь · d6 чёрная пешка · b5 белый слон · e5 чёрная пешка · e4 белая пешка · g4 чёрный слон · c3 белая пешка · f3 белый конь · a2 белая пешка · b2 белая пешка · d2 белая пешка · f2 белая пешка · g2 белая пешка · h2 белая пешка · a1 белая ладья · b1 белый конь · c1 белый слон · d1 белый ферзь · e1 белый король · h1 белая ладья | a8 чёрная ладья · d8 чёрный ферзь · e8 чёрный король · f8 чёрный слон · g8 чёрный конь · h8 чёрная ладья · a7 чёрная пешка · b7 чёрная пешка · c7 чёрная пешка · f7 чёрная пешка · g7 чёрная пешка · h7 чёрная пешка · c6 чёрный конь · d6 чёрная пешка · b5 белый слон · e5 чёрная пешка · e4 белая пешка · g4 чёрный слон · c3 белая пешка · f3 белый конь · a2 белая пешка · b2 белая пешка · d2 белая пешка · f2 белая пешка · g2 белая пешка · h2 белая пешка · a1 белая ладья · b1 белый конь · c1 белый слон · d1 белый ферзь · e1 белый король · h1 белая ладья | 8 |
| 7 | a8 чёрная ладья · d8 чёрный ферзь · e8 чёрный король · f8 чёрный слон · g8 чёрный конь · h8 чёрная ладья · a7 чёрная пешка · b7 чёрная пешка · c7 чёрная пешка · f7 чёрная пешка · g7 чёрная пешка · h7 чёрная пешка · c6 чёрный конь · d6 чёрная пешка · b5 белый слон · e5 чёрная пешка · e4 белая пешка · g4 чёрный слон · c3 белая пешка · f3 белый конь · a2 белая пешка · b2 белая пешка · d2 белая пешка · f2 белая пешка · g2 белая пешка · h2 белая пешка · a1 белая ладья · b1 белый конь · c1 белый слон · d1 белый ферзь · e1 белый король · h1 белая ладья | a8 чёрная ладья · d8 чёрный ферзь · e8 чёрный король · f8 чёрный слон · g8 чёрный конь · h8 чёрная ладья · a7 чёрная пешка · b7 чёрная пешка · c7 чёрная пешка · f7 чёрная пешка · g7 чёрная пешка · h7 чёрная пешка · c6 чёрный конь · d6 чёрная пешка · b5 белый слон · e5 чёрная пешка · e4 белая пешка · g4 чёрный слон · c3 белая пешка · f3 белый конь · a2 белая пешка · b2 белая пешка · d2 белая пешка · f2 белая пешка · g2 белая пешка · h2 белая пешка · a1 белая ладья · b1 белый конь · c1 белый слон · d1 белый ферзь · e1 белый король · h1 белая ладья | a8 чёрная ладья · d8 чёрный ферзь · e8 чёрный король · f8 чёрный слон · g8 чёрный конь · h8 чёрная ладья · a7 чёрная пешка · b7 чёрная пешка · c7 чёрная пешка · f7 чёрная пешка · g7 чёрная пешка · h7 чёрная пешка · c6 чёрный конь · d6 чёрная пешка · b5 белый слон · e5 чёрная пешка · e4 белая пешка · g4 чёрный слон · c3 белая пешка · f3 белый конь · a2 белая пешка · b2 белая пешка · d2 белая пешка · f2 белая пешка · g2 белая пешка · h2 белая пешка · a1 белая ладья · b1 белый конь · c1 белый слон · d1 белый ферзь · e1 белый король · h1 белая ладья | a8 чёрная ладья · d8 чёрный ферзь · e8 чёрный король · f8 чёрный слон · g8 чёрный конь · h8 чёрная ладья · a7 чёрная пешка · b7 чёрная пешка · c7 чёрная пешка · f7 чёрная пешка · g7 чёрная пешка · h7 чёрная пешка · c6 чёрный конь · d6 чёрная пешка · b5 белый слон · e5 чёрная пешка · e4 белая пешка · g4 чёрный слон · c3 белая пешка · f3 белый конь · a2 белая пешка · b2 белая пешка · d2 белая пешка · f2 белая пешка · g2 белая пешка · h2 белая пешка · a1 белая ладья · b1 белый конь · c1 белый слон · d1 белый ферзь · e1 белый король · h1 белая ладья | a8 чёрная ладья · d8 чёрный ферзь · e8 чёрный король · f8 чёрный слон · g8 чёрный конь · h8 чёрная ладья · a7 чёрная пешка · b7 чёрная пешка · c7 чёрная пешка · f7 чёрная пешка · g7 чёрная пешка · h7 чёрная пешка · c6 чёрный конь · d6 чёрная пешка · b5 белый слон · e5 чёрная пешка · e4 белая пешка · g4 чёрный слон · c3 белая пешка · f3 белый конь · a2 белая пешка · b2 белая пешка · d2 белая пешка · f2 белая пешка · g2 белая пешка · h2 белая пешка · a1 белая ладья · b1 белый конь · c1 белый слон · d1 белый ферзь · e1 белый король · h1 белая ладья | a8 чёрная ладья · d8 чёрный ферзь · e8 чёрный король · f8 чёрный слон · g8 чёрный конь · h8 чёрная ладья · a7 чёрная пешка · b7 чёрная пешка · c7 чёрная пешка · f7 чёрная пешка · g7 чёрная пешка · h7 чёрная пешка · c6 чёрный конь · d6 чёрная пешка · b5 белый слон · e5 чёрная пешка · e4 белая пешка · g4 чёрный слон · c3 белая пешка · f3 белый конь · a2 белая пешка · b2 белая пешка · d2 белая пешка · f2 белая пешка · g2 белая пешка · h2 белая пешка · a1 белая ладья · b1 белый конь · c1 белый слон · d1 белый ферзь · e1 белый король · h1 белая ладья | a8 чёрная ладья · d8 чёрный ферзь · e8 чёрный король · f8 чёрный слон · g8 чёрный конь · h8 чёрная ладья · a7 чёрная пешка · b7 чёрная пешка · c7 чёрная пешка · f7 чёрная пешка · g7 чёрная пешка · h7 чёрная пешка · c6 чёрный конь · d6 чёрная пешка · b5 белый слон · e5 чёрная пешка · e4 белая пешка · g4 чёрный слон · c3 белая пешка · f3 белый конь · a2 белая пешка · b2 белая пешка · d2 белая пешка · f2 белая пешка · g2 белая пешка · h2 белая пешка · a1 белая ладья · b1 белый конь · c1 белый слон · d1 белый ферзь · e1 белый король · h1 белая ладья | a8 чёрная ладья · d8 чёрный ферзь · e8 чёрный король · f8 чёрный слон · g8 чёрный конь · h8 чёрная ладья · a7 чёрная пешка · b7 чёрная пешка · c7 чёрная пешка · f7 чёрная пешка · g7 чёрная пешка · h7 чёрная пешка · c6 чёрный конь · d6 чёрная пешка · b5 белый слон · e5 чёрная пешка · e4 белая пешка · g4 чёрный слон · c3 белая пешка · f3 белый конь · a2 белая пешка · b2 белая пешка · d2 белая пешка · f2 белая пешка · g2 белая пешка · h2 белая пешка · a1 белая ладья · b1 белый конь · c1 белый слон · d1 белый ферзь · e1 белый король · h1 белая ладья | 7 |
| 6 | a8 чёрная ладья · d8 чёрный ферзь · e8 чёрный король · f8 чёрный слон · g8 чёрный конь · h8 чёрная ладья · a7 чёрная пешка · b7 чёрная пешка · c7 чёрная пешка · f7 чёрная пешка · g7 чёрная пешка · h7 чёрная пешка · c6 чёрный конь · d6 чёрная пешка · b5 белый слон · e5 чёрная пешка · e4 белая пешка · g4 чёрный слон · c3 белая пешка · f3 белый конь · a2 белая пешка · b2 белая пешка · d2 белая пешка · f2 белая пешка · g2 белая пешка · h2 белая пешка · a1 белая ладья · b1 белый конь · c1 белый слон · d1 белый ферзь · e1 белый король · h1 белая ладья | a8 чёрная ладья · d8 чёрный ферзь · e8 чёрный король · f8 чёрный слон · g8 чёрный конь · h8 чёрная ладья · a7 чёрная пешка · b7 чёрная пешка · c7 чёрная пешка · f7 чёрная пешка · g7 чёрная пешка · h7 чёрная пешка · c6 чёрный конь · d6 чёрная пешка · b5 белый слон · e5 чёрная пешка · e4 белая пешка · g4 чёрный слон · c3 белая пешка · f3 белый конь · a2 белая пешка · b2 белая пешка · d2 белая пешка · f2 белая пешка · g2 белая пешка · h2 белая пешка · a1 белая ладья · b1 белый конь · c1 белый слон · d1 белый ферзь · e1 белый король · h1 белая ладья | a8 чёрная ладья · d8 чёрный ферзь · e8 чёрный король · f8 чёрный слон · g8 чёрный конь · h8 чёрная ладья · a7 чёрная пешка · b7 чёрная пешка · c7 чёрная пешка · f7 чёрная пешка · g7 чёрная пешка · h7 чёрная пешка · c6 чёрный конь · d6 чёрная пешка · b5 белый слон · e5 чёрная пешка · e4 белая пешка · g4 чёрный слон · c3 белая пешка · f3 белый конь · a2 белая пешка · b2 белая пешка · d2 белая пешка · f2 белая пешка · g2 белая пешка · h2 белая пешка · a1 белая ладья · b1 белый конь · c1 белый слон · d1 белый ферзь · e1 белый король · h1 белая ладья | a8 чёрная ладья · d8 чёрный ферзь · e8 чёрный король · f8 чёрный слон · g8 чёрный конь · h8 чёрная ладья · a7 чёрная пешка · b7 чёрная пешка · c7 чёрная пешка · f7 чёрная пешка · g7 чёрная пешка · h7 чёрная пешка · c6 чёрный конь · d6 чёрная пешка · b5 белый слон · e5 чёрная пешка · e4 белая пешка · g4 чёрный слон · c3 белая пешка · f3 белый конь · a2 белая пешка · b2 белая пешка · d2 белая пешка · f2 белая пешка · g2 белая пешка · h2 белая пешка · a1 белая ладья · b1 белый конь · c1 белый слон · d1 белый ферзь · e1 белый король · h1 белая ладья | a8 чёрная ладья · d8 чёрный ферзь · e8 чёрный король · f8 чёрный слон · g8 чёрный конь · h8 чёрная ладья · a7 чёрная пешка · b7 чёрная пешка · c7 чёрная пешка · f7 чёрная пешка · g7 чёрная пешка · h7 чёрная пешка · c6 чёрный конь · d6 чёрная пешка · b5 белый слон · e5 чёрная пешка · e4 белая пешка · g4 чёрный слон · c3 белая пешка · f3 белый конь · a2 белая пешка · b2 белая пешка · d2 белая пешка · f2 белая пешка · g2 белая пешка · h2 белая пешка · a1 белая ладья · b1 белый конь · c1 белый слон · d1 белый ферзь · e1 белый король · h1 белая ладья | a8 чёрная ладья · d8 чёрный ферзь · e8 чёрный король · f8 чёрный слон · g8 чёрный конь · h8 чёрная ладья · a7 чёрная пешка · b7 чёрная пешка · c7 чёрная пешка · f7 чёрная пешка · g7 чёрная пешка · h7 чёрная пешка · c6 чёрный конь · d6 чёрная пешка · b5 белый слон · e5 чёрная пешка · e4 белая пешка · g4 чёрный слон · c3 белая пешка · f3 белый конь · a2 белая пешка · b2 белая пешка · d2 белая пешка · f2 белая пешка · g2 белая пешка · h2 белая пешка · a1 белая ладья · b1 белый конь · c1 белый слон · d1 белый ферзь · e1 белый король · h1 белая ладья | a8 чёрная ладья · d8 чёрный ферзь · e8 чёрный король · f8 чёрный слон · g8 чёрный конь · h8 чёрная ладья · a7 чёрная пешка · b7 чёрная пешка · c7 чёрная пешка · f7 чёрная пешка · g7 чёрная пешка · h7 чёрная пешка · c6 чёрный конь · d6 чёрная пешка · b5 белый слон · e5 чёрная пешка · e4 белая пешка · g4 чёрный слон · c3 белая пешка · f3 белый конь · a2 белая пешка · b2 белая пешка · d2 белая пешка · f2 белая пешка · g2 белая пешка · h2 белая пешка · a1 белая ладья · b1 белый конь · c1 белый слон · d1 белый ферзь · e1 белый король · h1 белая ладья | a8 чёрная ладья · d8 чёрный ферзь · e8 чёрный король · f8 чёрный слон · g8 чёрный конь · h8 чёрная ладья · a7 чёрная пешка · b7 чёрная пешка · c7 чёрная пешка · f7 чёрная пешка · g7 чёрная пешка · h7 чёрная пешка · c6 чёрный конь · d6 чёрная пешка · b5 белый слон · e5 чёрная пешка · e4 белая пешка · g4 чёрный слон · c3 белая пешка · f3 белый конь · a2 белая пешка · b2 белая пешка · d2 белая пешка · f2 белая пешка · g2 белая пешка · h2 белая пешка · a1 белая ладья · b1 белый конь · c1 белый слон · d1 белый ферзь · e1 белый король · h1 белая ладья | 6 |
| 5 | a8 чёрная ладья · d8 чёрный ферзь · e8 чёрный король · f8 чёрный слон · g8 чёрный конь · h8 чёрная ладья · a7 чёрная пешка · b7 чёрная пешка · c7 чёрная пешка · f7 чёрная пешка · g7 чёрная пешка · h7 чёрная пешка · c6 чёрный конь · d6 чёрная пешка · b5 белый слон · e5 чёрная пешка · e4 белая пешка · g4 чёрный слон · c3 белая пешка · f3 белый конь · a2 белая пешка · b2 белая пешка · d2 белая пешка · f2 белая пешка · g2 белая пешка · h2 белая пешка · a1 белая ладья · b1 белый конь · c1 белый слон · d1 белый ферзь · e1 белый король · h1 белая ладья | a8 чёрная ладья · d8 чёрный ферзь · e8 чёрный король · f8 чёрный слон · g8 чёрный конь · h8 чёрная ладья · a7 чёрная пешка · b7 чёрная пешка · c7 чёрная пешка · f7 чёрная пешка · g7 чёрная пешка · h7 чёрная пешка · c6 чёрный конь · d6 чёрная пешка · b5 белый слон · e5 чёрная пешка · e4 белая пешка · g4 чёрный слон · c3 белая пешка · f3 белый конь · a2 белая пешка · b2 белая пешка · d2 белая пешка · f2 белая пешка · g2 белая пешка · h2 белая пешка · a1 белая ладья · b1 белый конь · c1 белый слон · d1 белый ферзь · e1 белый король · h1 белая ладья | a8 чёрная ладья · d8 чёрный ферзь · e8 чёрный король · f8 чёрный слон · g8 чёрный конь · h8 чёрная ладья · a7 чёрная пешка · b7 чёрная пешка · c7 чёрная пешка · f7 чёрная пешка · g7 чёрная пешка · h7 чёрная пешка · c6 чёрный конь · d6 чёрная пешка · b5 белый слон · e5 чёрная пешка · e4 белая пешка · g4 чёрный слон · c3 белая пешка · f3 белый конь · a2 белая пешка · b2 белая пешка · d2 белая пешка · f2 белая пешка · g2 белая пешка · h2 белая пешка · a1 белая ладья · b1 белый конь · c1 белый слон · d1 белый ферзь · e1 белый король · h1 белая ладья | a8 чёрная ладья · d8 чёрный ферзь · e8 чёрный король · f8 чёрный слон · g8 чёрный конь · h8 чёрная ладья · a7 чёрная пешка · b7 чёрная пешка · c7 чёрная пешка · f7 чёрная пешка · g7 чёрная пешка · h7 чёрная пешка · c6 чёрный конь · d6 чёрная пешка · b5 белый слон · e5 чёрная пешка · e4 белая пешка · g4 чёрный слон · c3 белая пешка · f3 белый конь · a2 белая пешка · b2 белая пешка · d2 белая пешка · f2 белая пешка · g2 белая пешка · h2 белая пешка · a1 белая ладья · b1 белый конь · c1 белый слон · d1 белый ферзь · e1 белый король · h1 белая ладья | a8 чёрная ладья · d8 чёрный ферзь · e8 чёрный король · f8 чёрный слон · g8 чёрный конь · h8 чёрная ладья · a7 чёрная пешка · b7 чёрная пешка · c7 чёрная пешка · f7 чёрная пешка · g7 чёрная пешка · h7 чёрная пешка · c6 чёрный конь · d6 чёрная пешка · b5 белый слон · e5 чёрная пешка · e4 белая пешка · g4 чёрный слон · c3 белая пешка · f3 белый конь · a2 белая пешка · b2 белая пешка · d2 белая пешка · f2 белая пешка · g2 белая пешка · h2 белая пешка · a1 белая ладья · b1 белый конь · c1 белый слон · d1 белый ферзь · e1 белый король · h1 белая ладья | a8 чёрная ладья · d8 чёрный ферзь · e8 чёрный король · f8 чёрный слон · g8 чёрный конь · h8 чёрная ладья · a7 чёрная пешка · b7 чёрная пешка · c7 чёрная пешка · f7 чёрная пешка · g7 чёрная пешка · h7 чёрная пешка · c6 чёрный конь · d6 чёрная пешка · b5 белый слон · e5 чёрная пешка · e4 белая пешка · g4 чёрный слон · c3 белая пешка · f3 белый конь · a2 белая пешка · b2 белая пешка · d2 белая пешка · f2 белая пешка · g2 белая пешка · h2 белая пешка · a1 белая ладья · b1 белый конь · c1 белый слон · d1 белый ферзь · e1 белый король · h1 белая ладья | a8 чёрная ладья · d8 чёрный ферзь · e8 чёрный король · f8 чёрный слон · g8 чёрный конь · h8 чёрная ладья · a7 чёрная пешка · b7 чёрная пешка · c7 чёрная пешка · f7 чёрная пешка · g7 чёрная пешка · h7 чёрная пешка · c6 чёрный конь · d6 чёрная пешка · b5 белый слон · e5 чёрная пешка · e4 белая пешка · g4 чёрный слон · c3 белая пешка · f3 белый конь · a2 белая пешка · b2 белая пешка · d2 белая пешка · f2 белая пешка · g2 белая пешка · h2 белая пешка · a1 белая ладья · b1 белый конь · c1 белый слон · d1 белый ферзь · e1 белый король · h1 белая ладья | a8 чёрная ладья · d8 чёрный ферзь · e8 чёрный король · f8 чёрный слон · g8 чёрный конь · h8 чёрная ладья · a7 чёрная пешка · b7 чёрная пешка · c7 чёрная пешка · f7 чёрная пешка · g7 чёрная пешка · h7 чёрная пешка · c6 чёрный конь · d6 чёрная пешка · b5 белый слон · e5 чёрная пешка · e4 белая пешка · g4 чёрный слон · c3 белая пешка · f3 белый конь · a2 белая пешка · b2 белая пешка · d2 белая пешка · f2 белая пешка · g2 белая пешка · h2 белая пешка · a1 белая ладья · b1 белый конь · c1 белый слон · d1 белый ферзь · e1 белый король · h1 белая ладья | 5 |
| 4 | a8 чёрная ладья · d8 чёрный ферзь · e8 чёрный король · f8 чёрный слон · g8 чёрный конь · h8 чёрная ладья · a7 чёрная пешка · b7 чёрная пешка · c7 чёрная пешка · f7 чёрная пешка · g7 чёрная пешка · h7 чёрная пешка · c6 чёрный конь · d6 чёрная пешка · b5 белый слон · e5 чёрная пешка · e4 белая пешка · g4 чёрный слон · c3 белая пешка · f3 белый конь · a2 белая пешка · b2 белая пешка · d2 белая пешка · f2 белая пешка · g2 белая пешка · h2 белая пешка · a1 белая ладья · b1 белый конь · c1 белый слон · d1 белый ферзь · e1 белый король · h1 белая ладья | a8 чёрная ладья · d8 чёрный ферзь · e8 чёрный король · f8 чёрный слон · g8 чёрный конь · h8 чёрная ладья · a7 чёрная пешка · b7 чёрная пешка · c7 чёрная пешка · f7 чёрная пешка · g7 чёрная пешка · h7 чёрная пешка · c6 чёрный конь · d6 чёрная пешка · b5 белый слон · e5 чёрная пешка · e4 белая пешка · g4 чёрный слон · c3 белая пешка · f3 белый конь · a2 белая пешка · b2 белая пешка · d2 белая пешка · f2 белая пешка · g2 белая пешка · h2 белая пешка · a1 белая ладья · b1 белый конь · c1 белый слон · d1 белый ферзь · e1 белый король · h1 белая ладья | a8 чёрная ладья · d8 чёрный ферзь · e8 чёрный король · f8 чёрный слон · g8 чёрный конь · h8 чёрная ладья · a7 чёрная пешка · b7 чёрная пешка · c7 чёрная пешка · f7 чёрная пешка · g7 чёрная пешка · h7 чёрная пешка · c6 чёрный конь · d6 чёрная пешка · b5 белый слон · e5 чёрная пешка · e4 белая пешка · g4 чёрный слон · c3 белая пешка · f3 белый конь · a2 белая пешка · b2 белая пешка · d2 белая пешка · f2 белая пешка · g2 белая пешка · h2 белая пешка · a1 белая ладья · b1 белый конь · c1 белый слон · d1 белый ферзь · e1 белый король · h1 белая ладья | a8 чёрная ладья · d8 чёрный ферзь · e8 чёрный король · f8 чёрный слон · g8 чёрный конь · h8 чёрная ладья · a7 чёрная пешка · b7 чёрная пешка · c7 чёрная пешка · f7 чёрная пешка · g7 чёрная пешка · h7 чёрная пешка · c6 чёрный конь · d6 чёрная пешка · b5 белый слон · e5 чёрная пешка · e4 белая пешка · g4 чёрный слон · c3 белая пешка · f3 белый конь · a2 белая пешка · b2 белая пешка · d2 белая пешка · f2 белая пешка · g2 белая пешка · h2 белая пешка · a1 белая ладья · b1 белый конь · c1 белый слон · d1 белый ферзь · e1 белый король · h1 белая ладья | a8 чёрная ладья · d8 чёрный ферзь · e8 чёрный король · f8 чёрный слон · g8 чёрный конь · h8 чёрная ладья · a7 чёрная пешка · b7 чёрная пешка · c7 чёрная пешка · f7 чёрная пешка · g7 чёрная пешка · h7 чёрная пешка · c6 чёрный конь · d6 чёрная пешка · b5 белый слон · e5 чёрная пешка · e4 белая пешка · g4 чёрный слон · c3 белая пешка · f3 белый конь · a2 белая пешка · b2 белая пешка · d2 белая пешка · f2 белая пешка · g2 белая пешка · h2 белая пешка · a1 белая ладья · b1 белый конь · c1 белый слон · d1 белый ферзь · e1 белый король · h1 белая ладья | a8 чёрная ладья · d8 чёрный ферзь · e8 чёрный король · f8 чёрный слон · g8 чёрный конь · h8 чёрная ладья · a7 чёрная пешка · b7 чёрная пешка · c7 чёрная пешка · f7 чёрная пешка · g7 чёрная пешка · h7 чёрная пешка · c6 чёрный конь · d6 чёрная пешка · b5 белый слон · e5 чёрная пешка · e4 белая пешка · g4 чёрный слон · c3 белая пешка · f3 белый конь · a2 белая пешка · b2 белая пешка · d2 белая пешка · f2 белая пешка · g2 белая пешка · h2 белая пешка · a1 белая ладья · b1 белый конь · c1 белый слон · d1 белый ферзь · e1 белый король · h1 белая ладья | a8 чёрная ладья · d8 чёрный ферзь · e8 чёрный король · f8 чёрный слон · g8 чёрный конь · h8 чёрная ладья · a7 чёрная пешка · b7 чёрная пешка · c7 чёрная пешка · f7 чёрная пешка · g7 чёрная пешка · h7 чёрная пешка · c6 чёрный конь · d6 чёрная пешка · b5 белый слон · e5 чёрная пешка · e4 белая пешка · g4 чёрный слон · c3 белая пешка · f3 белый конь · a2 белая пешка · b2 белая пешка · d2 белая пешка · f2 белая пешка · g2 белая пешка · h2 белая пешка · a1 белая ладья · b1 белый конь · c1 белый слон · d1 белый ферзь · e1 белый король · h1 белая ладья | a8 чёрная ладья · d8 чёрный ферзь · e8 чёрный король · f8 чёрный слон · g8 чёрный конь · h8 чёрная ладья · a7 чёрная пешка · b7 чёрная пешка · c7 чёрная пешка · f7 чёрная пешка · g7 чёрная пешка · h7 чёрная пешка · c6 чёрный конь · d6 чёрная пешка · b5 белый слон · e5 чёрная пешка · e4 белая пешка · g4 чёрный слон · c3 белая пешка · f3 белый конь · a2 белая пешка · b2 белая пешка · d2 белая пешка · f2 белая пешка · g2 белая пешка · h2 белая пешка · a1 белая ладья · b1 белый конь · c1 белый слон · d1 белый ферзь · e1 белый король · h1 белая ладья | 4 |
| 3 | a8 чёрная ладья · d8 чёрный ферзь · e8 чёрный король · f8 чёрный слон · g8 чёрный конь · h8 чёрная ладья · a7 чёрная пешка · b7 чёрная пешка · c7 чёрная пешка · f7 чёрная пешка · g7 чёрная пешка · h7 чёрная пешка · c6 чёрный конь · d6 чёрная пешка · b5 белый слон · e5 чёрная пешка · e4 белая пешка · g4 чёрный слон · c3 белая пешка · f3 белый конь · a2 белая пешка · b2 белая пешка · d2 белая пешка · f2 белая пешка · g2 белая пешка · h2 белая пешка · a1 белая ладья · b1 белый конь · c1 белый слон · d1 белый ферзь · e1 белый король · h1 белая ладья | a8 чёрная ладья · d8 чёрный ферзь · e8 чёрный король · f8 чёрный слон · g8 чёрный конь · h8 чёрная ладья · a7 чёрная пешка · b7 чёрная пешка · c7 чёрная пешка · f7 чёрная пешка · g7 чёрная пешка · h7 чёрная пешка · c6 чёрный конь · d6 чёрная пешка · b5 белый слон · e5 чёрная пешка · e4 белая пешка · g4 чёрный слон · c3 белая пешка · f3 белый конь · a2 белая пешка · b2 белая пешка · d2 белая пешка · f2 белая пешка · g2 белая пешка · h2 белая пешка · a1 белая ладья · b1 белый конь · c1 белый слон · d1 белый ферзь · e1 белый король · h1 белая ладья | a8 чёрная ладья · d8 чёрный ферзь · e8 чёрный король · f8 чёрный слон · g8 чёрный конь · h8 чёрная ладья · a7 чёрная пешка · b7 чёрная пешка · c7 чёрная пешка · f7 чёрная пешка · g7 чёрная пешка · h7 чёрная пешка · c6 чёрный конь · d6 чёрная пешка · b5 белый слон · e5 чёрная пешка · e4 белая пешка · g4 чёрный слон · c3 белая пешка · f3 белый конь · a2 белая пешка · b2 белая пешка · d2 белая пешка · f2 белая пешка · g2 белая пешка · h2 белая пешка · a1 белая ладья · b1 белый конь · c1 белый слон · d1 белый ферзь · e1 белый король · h1 белая ладья | a8 чёрная ладья · d8 чёрный ферзь · e8 чёрный король · f8 чёрный слон · g8 чёрный конь · h8 чёрная ладья · a7 чёрная пешка · b7 чёрная пешка · c7 чёрная пешка · f7 чёрная пешка · g7 чёрная пешка · h7 чёрная пешка · c6 чёрный конь · d6 чёрная пешка · b5 белый слон · e5 чёрная пешка · e4 белая пешка · g4 чёрный слон · c3 белая пешка · f3 белый конь · a2 белая пешка · b2 белая пешка · d2 белая пешка · f2 белая пешка · g2 белая пешка · h2 белая пешка · a1 белая ладья · b1 белый конь · c1 белый слон · d1 белый ферзь · e1 белый король · h1 белая ладья | a8 чёрная ладья · d8 чёрный ферзь · e8 чёрный король · f8 чёрный слон · g8 чёрный конь · h8 чёрная ладья · a7 чёрная пешка · b7 чёрная пешка · c7 чёрная пешка · f7 чёрная пешка · g7 чёрная пешка · h7 чёрная пешка · c6 чёрный конь · d6 чёрная пешка · b5 белый слон · e5 чёрная пешка · e4 белая пешка · g4 чёрный слон · c3 белая пешка · f3 белый конь · a2 белая пешка · b2 белая пешка · d2 белая пешка · f2 белая пешка · g2 белая пешка · h2 белая пешка · a1 белая ладья · b1 белый конь · c1 белый слон · d1 белый ферзь · e1 белый король · h1 белая ладья | a8 чёрная ладья · d8 чёрный ферзь · e8 чёрный король · f8 чёрный слон · g8 чёрный конь · h8 чёрная ладья · a7 чёрная пешка · b7 чёрная пешка · c7 чёрная пешка · f7 чёрная пешка · g7 чёрная пешка · h7 чёрная пешка · c6 чёрный конь · d6 чёрная пешка · b5 белый слон · e5 чёрная пешка · e4 белая пешка · g4 чёрный слон · c3 белая пешка · f3 белый конь · a2 белая пешка · b2 белая пешка · d2 белая пешка · f2 белая пешка · g2 белая пешка · h2 белая пешка · a1 белая ладья · b1 белый конь · c1 белый слон · d1 белый ферзь · e1 белый король · h1 белая ладья | a8 чёрная ладья · d8 чёрный ферзь · e8 чёрный король · f8 чёрный слон · g8 чёрный конь · h8 чёрная ладья · a7 чёрная пешка · b7 чёрная пешка · c7 чёрная пешка · f7 чёрная пешка · g7 чёрная пешка · h7 чёрная пешка · c6 чёрный конь · d6 чёрная пешка · b5 белый слон · e5 чёрная пешка · e4 белая пешка · g4 чёрный слон · c3 белая пешка · f3 белый конь · a2 белая пешка · b2 белая пешка · d2 белая пешка · f2 белая пешка · g2 белая пешка · h2 белая пешка · a1 белая ладья · b1 белый конь · c1 белый слон · d1 белый ферзь · e1 белый король · h1 белая ладья | a8 чёрная ладья · d8 чёрный ферзь · e8 чёрный король · f8 чёрный слон · g8 чёрный конь · h8 чёрная ладья · a7 чёрная пешка · b7 чёрная пешка · c7 чёрная пешка · f7 чёрная пешка · g7 чёрная пешка · h7 чёрная пешка · c6 чёрный конь · d6 чёрная пешка · b5 белый слон · e5 чёрная пешка · e4 белая пешка · g4 чёрный слон · c3 белая пешка · f3 белый конь · a2 белая пешка · b2 белая пешка · d2 белая пешка · f2 белая пешка · g2 белая пешка · h2 белая пешка · a1 белая ладья · b1 белый конь · c1 белый слон · d1 белый ферзь · e1 белый король · h1 белая ладья | 3 |
| 2 | a8 чёрная ладья · d8 чёрный ферзь · e8 чёрный король · f8 чёрный слон · g8 чёрный конь · h8 чёрная ладья · a7 чёрная пешка · b7 чёрная пешка · c7 чёрная пешка · f7 чёрная пешка · g7 чёрная пешка · h7 чёрная пешка · c6 чёрный конь · d6 чёрная пешка · b5 белый слон · e5 чёрная пешка · e4 белая пешка · g4 чёрный слон · c3 белая пешка · f3 белый конь · a2 белая пешка · b2 белая пешка · d2 белая пешка · f2 белая пешка · g2 белая пешка · h2 белая пешка · a1 белая ладья · b1 белый конь · c1 белый слон · d1 белый ферзь · e1 белый король · h1 белая ладья | a8 чёрная ладья · d8 чёрный ферзь · e8 чёрный король · f8 чёрный слон · g8 чёрный конь · h8 чёрная ладья · a7 чёрная пешка · b7 чёрная пешка · c7 чёрная пешка · f7 чёрная пешка · g7 чёрная пешка · h7 чёрная пешка · c6 чёрный конь · d6 чёрная пешка · b5 белый слон · e5 чёрная пешка · e4 белая пешка · g4 чёрный слон · c3 белая пешка · f3 белый конь · a2 белая пешка · b2 белая пешка · d2 белая пешка · f2 белая пешка · g2 белая пешка · h2 белая пешка · a1 белая ладья · b1 белый конь · c1 белый слон · d1 белый ферзь · e1 белый король · h1 белая ладья | a8 чёрная ладья · d8 чёрный ферзь · e8 чёрный король · f8 чёрный слон · g8 чёрный конь · h8 чёрная ладья · a7 чёрная пешка · b7 чёрная пешка · c7 чёрная пешка · f7 чёрная пешка · g7 чёрная пешка · h7 чёрная пешка · c6 чёрный конь · d6 чёрная пешка · b5 белый слон · e5 чёрная пешка · e4 белая пешка · g4 чёрный слон · c3 белая пешка · f3 белый конь · a2 белая пешка · b2 белая пешка · d2 белая пешка · f2 белая пешка · g2 белая пешка · h2 белая пешка · a1 белая ладья · b1 белый конь · c1 белый слон · d1 белый ферзь · e1 белый король · h1 белая ладья | a8 чёрная ладья · d8 чёрный ферзь · e8 чёрный король · f8 чёрный слон · g8 чёрный конь · h8 чёрная ладья · a7 чёрная пешка · b7 чёрная пешка · c7 чёрная пешка · f7 чёрная пешка · g7 чёрная пешка · h7 чёрная пешка · c6 чёрный конь · d6 чёрная пешка · b5 белый слон · e5 чёрная пешка · e4 белая пешка · g4 чёрный слон · c3 белая пешка · f3 белый конь · a2 белая пешка · b2 белая пешка · d2 белая пешка · f2 белая пешка · g2 белая пешка · h2 белая пешка · a1 белая ладья · b1 белый конь · c1 белый слон · d1 белый ферзь · e1 белый король · h1 белая ладья | a8 чёрная ладья · d8 чёрный ферзь · e8 чёрный король · f8 чёрный слон · g8 чёрный конь · h8 чёрная ладья · a7 чёрная пешка · b7 чёрная пешка · c7 чёрная пешка · f7 чёрная пешка · g7 чёрная пешка · h7 чёрная пешка · c6 чёрный конь · d6 чёрная пешка · b5 белый слон · e5 чёрная пешка · e4 белая пешка · g4 чёрный слон · c3 белая пешка · f3 белый конь · a2 белая пешка · b2 белая пешка · d2 белая пешка · f2 белая пешка · g2 белая пешка · h2 белая пешка · a1 белая ладья · b1 белый конь · c1 белый слон · d1 белый ферзь · e1 белый король · h1 белая ладья | a8 чёрная ладья · d8 чёрный ферзь · e8 чёрный король · f8 чёрный слон · g8 чёрный конь · h8 чёрная ладья · a7 чёрная пешка · b7 чёрная пешка · c7 чёрная пешка · f7 чёрная пешка · g7 чёрная пешка · h7 чёрная пешка · c6 чёрный конь · d6 чёрная пешка · b5 белый слон · e5 чёрная пешка · e4 белая пешка · g4 чёрный слон · c3 белая пешка · f3 белый конь · a2 белая пешка · b2 белая пешка · d2 белая пешка · f2 белая пешка · g2 белая пешка · h2 белая пешка · a1 белая ладья · b1 белый конь · c1 белый слон · d1 белый ферзь · e1 белый король · h1 белая ладья | a8 чёрная ладья · d8 чёрный ферзь · e8 чёрный король · f8 чёрный слон · g8 чёрный конь · h8 чёрная ладья · a7 чёрная пешка · b7 чёрная пешка · c7 чёрная пешка · f7 чёрная пешка · g7 чёрная пешка · h7 чёрная пешка · c6 чёрный конь · d6 чёрная пешка · b5 белый слон · e5 чёрная пешка · e4 белая пешка · g4 чёрный слон · c3 белая пешка · f3 белый конь · a2 белая пешка · b2 белая пешка · d2 белая пешка · f2 белая пешка · g2 белая пешка · h2 белая пешка · a1 белая ладья · b1 белый конь · c1 белый слон · d1 белый ферзь · e1 белый король · h1 белая ладья | a8 чёрная ладья · d8 чёрный ферзь · e8 чёрный король · f8 чёрный слон · g8 чёрный конь · h8 чёрная ладья · a7 чёрная пешка · b7 чёрная пешка · c7 чёрная пешка · f7 чёрная пешка · g7 чёрная пешка · h7 чёрная пешка · c6 чёрный конь · d6 чёрная пешка · b5 белый слон · e5 чёрная пешка · e4 белая пешка · g4 чёрный слон · c3 белая пешка · f3 белый конь · a2 белая пешка · b2 белая пешка · d2 белая пешка · f2 белая пешка · g2 белая пешка · h2 белая пешка · a1 белая ладья · b1 белый конь · c1 белый слон · d1 белый ферзь · e1 белый король · h1 белая ладья | 2 |
| 1 | a8 чёрная ладья · d8 чёрный ферзь · e8 чёрный король · f8 чёрный слон · g8 чёрный конь · h8 чёрная ладья · a7 чёрная пешка · b7 чёрная пешка · c7 чёрная пешка · f7 чёрная пешка · g7 чёрная пешка · h7 чёрная пешка · c6 чёрный конь · d6 чёрная пешка · b5 белый слон · e5 чёрная пешка · e4 белая пешка · g4 чёрный слон · c3 белая пешка · f3 белый конь · a2 белая пешка · b2 белая пешка · d2 белая пешка · f2 белая пешка · g2 белая пешка · h2 белая пешка · a1 белая ладья · b1 белый конь · c1 белый слон · d1 белый ферзь · e1 белый король · h1 белая ладья | a8 чёрная ладья · d8 чёрный ферзь · e8 чёрный король · f8 чёрный слон · g8 чёрный конь · h8 чёрная ладья · a7 чёрная пешка · b7 чёрная пешка · c7 чёрная пешка · f7 чёрная пешка · g7 чёрная пешка · h7 чёрная пешка · c6 чёрный конь · d6 чёрная пешка · b5 белый слон · e5 чёрная пешка · e4 белая пешка · g4 чёрный слон · c3 белая пешка · f3 белый конь · a2 белая пешка · b2 белая пешка · d2 белая пешка · f2 белая пешка · g2 белая пешка · h2 белая пешка · a1 белая ладья · b1 белый конь · c1 белый слон · d1 белый ферзь · e1 белый король · h1 белая ладья | a8 чёрная ладья · d8 чёрный ферзь · e8 чёрный король · f8 чёрный слон · g8 чёрный конь · h8 чёрная ладья · a7 чёрная пешка · b7 чёрная пешка · c7 чёрная пешка · f7 чёрная пешка · g7 чёрная пешка · h7 чёрная пешка · c6 чёрный конь · d6 чёрная пешка · b5 белый слон · e5 чёрная пешка · e4 белая пешка · g4 чёрный слон · c3 белая пешка · f3 белый конь · a2 белая пешка · b2 белая пешка · d2 белая пешка · f2 белая пешка · g2 белая пешка · h2 белая пешка · a1 белая ладья · b1 белый конь · c1 белый слон · d1 белый ферзь · e1 белый король · h1 белая ладья | a8 чёрная ладья · d8 чёрный ферзь · e8 чёрный король · f8 чёрный слон · g8 чёрный конь · h8 чёрная ладья · a7 чёрная пешка · b7 чёрная пешка · c7 чёрная пешка · f7 чёрная пешка · g7 чёрная пешка · h7 чёрная пешка · c6 чёрный конь · d6 чёрная пешка · b5 белый слон · e5 чёрная пешка · e4 белая пешка · g4 чёрный слон · c3 белая пешка · f3 белый конь · a2 белая пешка · b2 белая пешка · d2 белая пешка · f2 белая пешка · g2 белая пешка · h2 белая пешка · a1 белая ладья · b1 белый конь · c1 белый слон · d1 белый ферзь · e1 белый король · h1 белая ладья | a8 чёрная ладья · d8 чёрный ферзь · e8 чёрный король · f8 чёрный слон · g8 чёрный конь · h8 чёрная ладья · a7 чёрная пешка · b7 чёрная пешка · c7 чёрная пешка · f7 чёрная пешка · g7 чёрная пешка · h7 чёрная пешка · c6 чёрный конь · d6 чёрная пешка · b5 белый слон · e5 чёрная пешка · e4 белая пешка · g4 чёрный слон · c3 белая пешка · f3 белый конь · a2 белая пешка · b2 белая пешка · d2 белая пешка · f2 белая пешка · g2 белая пешка · h2 белая пешка · a1 белая ладья · b1 белый конь · c1 белый слон · d1 белый ферзь · e1 белый король · h1 белая ладья | a8 чёрная ладья · d8 чёрный ферзь · e8 чёрный король · f8 чёрный слон · g8 чёрный конь · h8 чёрная ладья · a7 чёрная пешка · b7 чёрная пешка · c7 чёрная пешка · f7 чёрная пешка · g7 чёрная пешка · h7 чёрная пешка · c6 чёрный конь · d6 чёрная пешка · b5 белый слон · e5 чёрная пешка · e4 белая пешка · g4 чёрный слон · c3 белая пешка · f3 белый конь · a2 белая пешка · b2 белая пешка · d2 белая пешка · f2 белая пешка · g2 белая пешка · h2 белая пешка · a1 белая ладья · b1 белый конь · c1 белый слон · d1 белый ферзь · e1 белый король · h1 белая ладья | a8 чёрная ладья · d8 чёрный ферзь · e8 чёрный король · f8 чёрный слон · g8 чёрный конь · h8 чёрная ладья · a7 чёрная пешка · b7 чёрная пешка · c7 чёрная пешка · f7 чёрная пешка · g7 чёрная пешка · h7 чёрная пешка · c6 чёрный конь · d6 чёрная пешка · b5 белый слон · e5 чёрная пешка · e4 белая пешка · g4 чёрный слон · c3 белая пешка · f3 белый конь · a2 белая пешка · b2 белая пешка · d2 белая пешка · f2 белая пешка · g2 белая пешка · h2 белая пешка · a1 белая ладья · b1 белый конь · c1 белый слон · d1 белый ферзь · e1 белый король · h1 белая ладья | a8 чёрная ладья · d8 чёрный ферзь · e8 чёрный король · f8 чёрный слон · g8 чёрный конь · h8 чёрная ладья · a7 чёрная пешка · b7 чёрная пешка · c7 чёрная пешка · f7 чёрная пешка · g7 чёрная пешка · h7 чёрная пешка · c6 чёрный конь · d6 чёрная пешка · b5 белый слон · e5 чёрная пешка · e4 белая пешка · g4 чёрный слон · c3 белая пешка · f3 белый конь · a2 белая пешка · b2 белая пешка · d2 белая пешка · f2 белая пешка · g2 белая пешка · h2 белая пешка · a1 белая ладья · b1 белый конь · c1 белый слон · d1 белый ферзь · e1 белый король · h1 белая ладья | 1 |
|   | a | b | c | d | e | f | g | h |   |

В этой позиции чёрные не могут ходить конём с6, так как он на одной диагонали между чёрным королём и белым слоном b5. Это абсолютная связка. Белым же невыгодно ходить конём f3, потому что это ведёт к потере ферзя белых, но это неполная связка.
|   | a | b | c | d | e | f | g | h |   |
| - | --- | --- | --- | --- | --- | --- | --- | --- | - |
| 8 | a8 чёрная ладья · c8 чёрный слон · d8 чёрный ферзь · e8 чёрный король · f8 чёрный слон · h8 чёрная ладья · a7 чёрная пешка · b7 чёрная пешка · d7 чёрный конь · e7 чёрная пешка · f7 чёрная пешка · g7 чёрная пешка · h7 чёрная пешка · c6 чёрная пешка · d6 белый конь · f6 чёрный конь · d4 белая пешка · a2 белая пешка · b2 белая пешка · c2 белая пешка · e2 белый ферзь · f2 белая пешка · g2 белая пешка · h2 белая пешка · a1 белая ладья · c1 белый слон · e1 белый король · f1 белый слон · g1 белый конь · h1 белая ладья | a8 чёрная ладья · c8 чёрный слон · d8 чёрный ферзь · e8 чёрный король · f8 чёрный слон · h8 чёрная ладья · a7 чёрная пешка · b7 чёрная пешка · d7 чёрный конь · e7 чёрная пешка · f7 чёрная пешка · g7 чёрная пешка · h7 чёрная пешка · c6 чёрная пешка · d6 белый конь · f6 чёрный конь · d4 белая пешка · a2 белая пешка · b2 белая пешка · c2 белая пешка · e2 белый ферзь · f2 белая пешка · g2 белая пешка · h2 белая пешка · a1 белая ладья · c1 белый слон · e1 белый король · f1 белый слон · g1 белый конь · h1 белая ладья | a8 чёрная ладья · c8 чёрный слон · d8 чёрный ферзь · e8 чёрный король · f8 чёрный слон · h8 чёрная ладья · a7 чёрная пешка · b7 чёрная пешка · d7 чёрный конь · e7 чёрная пешка · f7 чёрная пешка · g7 чёрная пешка · h7 чёрная пешка · c6 чёрная пешка · d6 белый конь · f6 чёрный конь · d4 белая пешка · a2 белая пешка · b2 белая пешка · c2 белая пешка · e2 белый ферзь · f2 белая пешка · g2 белая пешка · h2 белая пешка · a1 белая ладья · c1 белый слон · e1 белый король · f1 белый слон · g1 белый конь · h1 белая ладья | a8 чёрная ладья · c8 чёрный слон · d8 чёрный ферзь · e8 чёрный король · f8 чёрный слон · h8 чёрная ладья · a7 чёрная пешка · b7 чёрная пешка · d7 чёрный конь · e7 чёрная пешка · f7 чёрная пешка · g7 чёрная пешка · h7 чёрная пешка · c6 чёрная пешка · d6 белый конь · f6 чёрный конь · d4 белая пешка · a2 белая пешка · b2 белая пешка · c2 белая пешка · e2 белый ферзь · f2 белая пешка · g2 белая пешка · h2 белая пешка · a1 белая ладья · c1 белый слон · e1 белый король · f1 белый слон · g1 белый конь · h1 белая ладья | a8 чёрная ладья · c8 чёрный слон · d8 чёрный ферзь · e8 чёрный король · f8 чёрный слон · h8 чёрная ладья · a7 чёрная пешка · b7 чёрная пешка · d7 чёрный конь · e7 чёрная пешка · f7 чёрная пешка · g7 чёрная пешка · h7 чёрная пешка · c6 чёрная пешка · d6 белый конь · f6 чёрный конь · d4 белая пешка · a2 белая пешка · b2 белая пешка · c2 белая пешка · e2 белый ферзь · f2 белая пешка · g2 белая пешка · h2 белая пешка · a1 белая ладья · c1 белый слон · e1 белый король · f1 белый слон · g1 белый конь · h1 белая ладья | a8 чёрная ладья · c8 чёрный слон · d8 чёрный ферзь · e8 чёрный король · f8 чёрный слон · h8 чёрная ладья · a7 чёрная пешка · b7 чёрная пешка · d7 чёрный конь · e7 чёрная пешка · f7 чёрная пешка · g7 чёрная пешка · h7 чёрная пешка · c6 чёрная пешка · d6 белый конь · f6 чёрный конь · d4 белая пешка · a2 белая пешка · b2 белая пешка · c2 белая пешка · e2 белый ферзь · f2 белая пешка · g2 белая пешка · h2 белая пешка · a1 белая ладья · c1 белый слон · e1 белый король · f1 белый слон · g1 белый конь · h1 белая ладья | a8 чёрная ладья · c8 чёрный слон · d8 чёрный ферзь · e8 чёрный король · f8 чёрный слон · h8 чёрная ладья · a7 чёрная пешка · b7 чёрная пешка · d7 чёрный конь · e7 чёрная пешка · f7 чёрная пешка · g7 чёрная пешка · h7 чёрная пешка · c6 чёрная пешка · d6 белый конь · f6 чёрный конь · d4 белая пешка · a2 белая пешка · b2 белая пешка · c2 белая пешка · e2 белый ферзь · f2 белая пешка · g2 белая пешка · h2 белая пешка · a1 белая ладья · c1 белый слон · e1 белый король · f1 белый слон · g1 белый конь · h1 белая ладья | a8 чёрная ладья · c8 чёрный слон · d8 чёрный ферзь · e8 чёрный король · f8 чёрный слон · h8 чёрная ладья · a7 чёрная пешка · b7 чёрная пешка · d7 чёрный конь · e7 чёрная пешка · f7 чёрная пешка · g7 чёрная пешка · h7 чёрная пешка · c6 чёрная пешка · d6 белый конь · f6 чёрный конь · d4 белая пешка · a2 белая пешка · b2 белая пешка · c2 белая пешка · e2 белый ферзь · f2 белая пешка · g2 белая пешка · h2 белая пешка · a1 белая ладья · c1 белый слон · e1 белый король · f1 белый слон · g1 белый конь · h1 белая ладья | 8 |
| 7 | a8 чёрная ладья · c8 чёрный слон · d8 чёрный ферзь · e8 чёрный король · f8 чёрный слон · h8 чёрная ладья · a7 чёрная пешка · b7 чёрная пешка · d7 чёрный конь · e7 чёрная пешка · f7 чёрная пешка · g7 чёрная пешка · h7 чёрная пешка · c6 чёрная пешка · d6 белый конь · f6 чёрный конь · d4 белая пешка · a2 белая пешка · b2 белая пешка · c2 белая пешка · e2 белый ферзь · f2 белая пешка · g2 белая пешка · h2 белая пешка · a1 белая ладья · c1 белый слон · e1 белый король · f1 белый слон · g1 белый конь · h1 белая ладья | a8 чёрная ладья · c8 чёрный слон · d8 чёрный ферзь · e8 чёрный король · f8 чёрный слон · h8 чёрная ладья · a7 чёрная пешка · b7 чёрная пешка · d7 чёрный конь · e7 чёрная пешка · f7 чёрная пешка · g7 чёрная пешка · h7 чёрная пешка · c6 чёрная пешка · d6 белый конь · f6 чёрный конь · d4 белая пешка · a2 белая пешка · b2 белая пешка · c2 белая пешка · e2 белый ферзь · f2 белая пешка · g2 белая пешка · h2 белая пешка · a1 белая ладья · c1 белый слон · e1 белый король · f1 белый слон · g1 белый конь · h1 белая ладья | a8 чёрная ладья · c8 чёрный слон · d8 чёрный ферзь · e8 чёрный король · f8 чёрный слон · h8 чёрная ладья · a7 чёрная пешка · b7 чёрная пешка · d7 чёрный конь · e7 чёрная пешка · f7 чёрная пешка · g7 чёрная пешка · h7 чёрная пешка · c6 чёрная пешка · d6 белый конь · f6 чёрный конь · d4 белая пешка · a2 белая пешка · b2 белая пешка · c2 белая пешка · e2 белый ферзь · f2 белая пешка · g2 белая пешка · h2 белая пешка · a1 белая ладья · c1 белый слон · e1 белый король · f1 белый слон · g1 белый конь · h1 белая ладья | a8 чёрная ладья · c8 чёрный слон · d8 чёрный ферзь · e8 чёрный король · f8 чёрный слон · h8 чёрная ладья · a7 чёрная пешка · b7 чёрная пешка · d7 чёрный конь · e7 чёрная пешка · f7 чёрная пешка · g7 чёрная пешка · h7 чёрная пешка · c6 чёрная пешка · d6 белый конь · f6 чёрный конь · d4 белая пешка · a2 белая пешка · b2 белая пешка · c2 белая пешка · e2 белый ферзь · f2 белая пешка · g2 белая пешка · h2 белая пешка · a1 белая ладья · c1 белый слон · e1 белый король · f1 белый слон · g1 белый конь · h1 белая ладья | a8 чёрная ладья · c8 чёрный слон · d8 чёрный ферзь · e8 чёрный король · f8 чёрный слон · h8 чёрная ладья · a7 чёрная пешка · b7 чёрная пешка · d7 чёрный конь · e7 чёрная пешка · f7 чёрная пешка · g7 чёрная пешка · h7 чёрная пешка · c6 чёрная пешка · d6 белый конь · f6 чёрный конь · d4 белая пешка · a2 белая пешка · b2 белая пешка · c2 белая пешка · e2 белый ферзь · f2 белая пешка · g2 белая пешка · h2 белая пешка · a1 белая ладья · c1 белый слон · e1 белый король · f1 белый слон · g1 белый конь · h1 белая ладья | a8 чёрная ладья · c8 чёрный слон · d8 чёрный ферзь · e8 чёрный король · f8 чёрный слон · h8 чёрная ладья · a7 чёрная пешка · b7 чёрная пешка · d7 чёрный конь · e7 чёрная пешка · f7 чёрная пешка · g7 чёрная пешка · h7 чёрная пешка · c6 чёрная пешка · d6 белый конь · f6 чёрный конь · d4 белая пешка · a2 белая пешка · b2 белая пешка · c2 белая пешка · e2 белый ферзь · f2 белая пешка · g2 белая пешка · h2 белая пешка · a1 белая ладья · c1 белый слон · e1 белый король · f1 белый слон · g1 белый конь · h1 белая ладья | a8 чёрная ладья · c8 чёрный слон · d8 чёрный ферзь · e8 чёрный король · f8 чёрный слон · h8 чёрная ладья · a7 чёрная пешка · b7 чёрная пешка · d7 чёрный конь · e7 чёрная пешка · f7 чёрная пешка · g7 чёрная пешка · h7 чёрная пешка · c6 чёрная пешка · d6 белый конь · f6 чёрный конь · d4 белая пешка · a2 белая пешка · b2 белая пешка · c2 белая пешка · e2 белый ферзь · f2 белая пешка · g2 белая пешка · h2 белая пешка · a1 белая ладья · c1 белый слон · e1 белый король · f1 белый слон · g1 белый конь · h1 белая ладья | a8 чёрная ладья · c8 чёрный слон · d8 чёрный ферзь · e8 чёрный король · f8 чёрный слон · h8 чёрная ладья · a7 чёрная пешка · b7 чёрная пешка · d7 чёрный конь · e7 чёрная пешка · f7 чёрная пешка · g7 чёрная пешка · h7 чёрная пешка · c6 чёрная пешка · d6 белый конь · f6 чёрный конь · d4 белая пешка · a2 белая пешка · b2 белая пешка · c2 белая пешка · e2 белый ферзь · f2 белая пешка · g2 белая пешка · h2 белая пешка · a1 белая ладья · c1 белый слон · e1 белый король · f1 белый слон · g1 белый конь · h1 белая ладья | 7 |
| 6 | a8 чёрная ладья · c8 чёрный слон · d8 чёрный ферзь · e8 чёрный король · f8 чёрный слон · h8 чёрная ладья · a7 чёрная пешка · b7 чёрная пешка · d7 чёрный конь · e7 чёрная пешка · f7 чёрная пешка · g7 чёрная пешка · h7 чёрная пешка · c6 чёрная пешка · d6 белый конь · f6 чёрный конь · d4 белая пешка · a2 белая пешка · b2 белая пешка · c2 белая пешка · e2 белый ферзь · f2 белая пешка · g2 белая пешка · h2 белая пешка · a1 белая ладья · c1 белый слон · e1 белый король · f1 белый слон · g1 белый конь · h1 белая ладья | a8 чёрная ладья · c8 чёрный слон · d8 чёрный ферзь · e8 чёрный король · f8 чёрный слон · h8 чёрная ладья · a7 чёрная пешка · b7 чёрная пешка · d7 чёрный конь · e7 чёрная пешка · f7 чёрная пешка · g7 чёрная пешка · h7 чёрная пешка · c6 чёрная пешка · d6 белый конь · f6 чёрный конь · d4 белая пешка · a2 белая пешка · b2 белая пешка · c2 белая пешка · e2 белый ферзь · f2 белая пешка · g2 белая пешка · h2 белая пешка · a1 белая ладья · c1 белый слон · e1 белый король · f1 белый слон · g1 белый конь · h1 белая ладья | a8 чёрная ладья · c8 чёрный слон · d8 чёрный ферзь · e8 чёрный король · f8 чёрный слон · h8 чёрная ладья · a7 чёрная пешка · b7 чёрная пешка · d7 чёрный конь · e7 чёрная пешка · f7 чёрная пешка · g7 чёрная пешка · h7 чёрная пешка · c6 чёрная пешка · d6 белый конь · f6 чёрный конь · d4 белая пешка · a2 белая пешка · b2 белая пешка · c2 белая пешка · e2 белый ферзь · f2 белая пешка · g2 белая пешка · h2 белая пешка · a1 белая ладья · c1 белый слон · e1 белый король · f1 белый слон · g1 белый конь · h1 белая ладья | a8 чёрная ладья · c8 чёрный слон · d8 чёрный ферзь · e8 чёрный король · f8 чёрный слон · h8 чёрная ладья · a7 чёрная пешка · b7 чёрная пешка · d7 чёрный конь · e7 чёрная пешка · f7 чёрная пешка · g7 чёрная пешка · h7 чёрная пешка · c6 чёрная пешка · d6 белый конь · f6 чёрный конь · d4 белая пешка · a2 белая пешка · b2 белая пешка · c2 белая пешка · e2 белый ферзь · f2 белая пешка · g2 белая пешка · h2 белая пешка · a1 белая ладья · c1 белый слон · e1 белый король · f1 белый слон · g1 белый конь · h1 белая ладья | a8 чёрная ладья · c8 чёрный слон · d8 чёрный ферзь · e8 чёрный король · f8 чёрный слон · h8 чёрная ладья · a7 чёрная пешка · b7 чёрная пешка · d7 чёрный конь · e7 чёрная пешка · f7 чёрная пешка · g7 чёрная пешка · h7 чёрная пешка · c6 чёрная пешка · d6 белый конь · f6 чёрный конь · d4 белая пешка · a2 белая пешка · b2 белая пешка · c2 белая пешка · e2 белый ферзь · f2 белая пешка · g2 белая пешка · h2 белая пешка · a1 белая ладья · c1 белый слон · e1 белый король · f1 белый слон · g1 белый конь · h1 белая ладья | a8 чёрная ладья · c8 чёрный слон · d8 чёрный ферзь · e8 чёрный король · f8 чёрный слон · h8 чёрная ладья · a7 чёрная пешка · b7 чёрная пешка · d7 чёрный конь · e7 чёрная пешка · f7 чёрная пешка · g7 чёрная пешка · h7 чёрная пешка · c6 чёрная пешка · d6 белый конь · f6 чёрный конь · d4 белая пешка · a2 белая пешка · b2 белая пешка · c2 белая пешка · e2 белый ферзь · f2 белая пешка · g2 белая пешка · h2 белая пешка · a1 белая ладья · c1 белый слон · e1 белый король · f1 белый слон · g1 белый конь · h1 белая ладья | a8 чёрная ладья · c8 чёрный слон · d8 чёрный ферзь · e8 чёрный король · f8 чёрный слон · h8 чёрная ладья · a7 чёрная пешка · b7 чёрная пешка · d7 чёрный конь · e7 чёрная пешка · f7 чёрная пешка · g7 чёрная пешка · h7 чёрная пешка · c6 чёрная пешка · d6 белый конь · f6 чёрный конь · d4 белая пешка · a2 белая пешка · b2 белая пешка · c2 белая пешка · e2 белый ферзь · f2 белая пешка · g2 белая пешка · h2 белая пешка · a1 белая ладья · c1 белый слон · e1 белый король · f1 белый слон · g1 белый конь · h1 белая ладья | a8 чёрная ладья · c8 чёрный слон · d8 чёрный ферзь · e8 чёрный король · f8 чёрный слон · h8 чёрная ладья · a7 чёрная пешка · b7 чёрная пешка · d7 чёрный конь · e7 чёрная пешка · f7 чёрная пешка · g7 чёрная пешка · h7 чёрная пешка · c6 чёрная пешка · d6 белый конь · f6 чёрный конь · d4 белая пешка · a2 белая пешка · b2 белая пешка · c2 белая пешка · e2 белый ферзь · f2 белая пешка · g2 белая пешка · h2 белая пешка · a1 белая ладья · c1 белый слон · e1 белый король · f1 белый слон · g1 белый конь · h1 белая ладья | 6 |
| 5 | a8 чёрная ладья · c8 чёрный слон · d8 чёрный ферзь · e8 чёрный король · f8 чёрный слон · h8 чёрная ладья · a7 чёрная пешка · b7 чёрная пешка · d7 чёрный конь · e7 чёрная пешка · f7 чёрная пешка · g7 чёрная пешка · h7 чёрная пешка · c6 чёрная пешка · d6 белый конь · f6 чёрный конь · d4 белая пешка · a2 белая пешка · b2 белая пешка · c2 белая пешка · e2 белый ферзь · f2 белая пешка · g2 белая пешка · h2 белая пешка · a1 белая ладья · c1 белый слон · e1 белый король · f1 белый слон · g1 белый конь · h1 белая ладья | a8 чёрная ладья · c8 чёрный слон · d8 чёрный ферзь · e8 чёрный король · f8 чёрный слон · h8 чёрная ладья · a7 чёрная пешка · b7 чёрная пешка · d7 чёрный конь · e7 чёрная пешка · f7 чёрная пешка · g7 чёрная пешка · h7 чёрная пешка · c6 чёрная пешка · d6 белый конь · f6 чёрный конь · d4 белая пешка · a2 белая пешка · b2 белая пешка · c2 белая пешка · e2 белый ферзь · f2 белая пешка · g2 белая пешка · h2 белая пешка · a1 белая ладья · c1 белый слон · e1 белый король · f1 белый слон · g1 белый конь · h1 белая ладья | a8 чёрная ладья · c8 чёрный слон · d8 чёрный ферзь · e8 чёрный король · f8 чёрный слон · h8 чёрная ладья · a7 чёрная пешка · b7 чёрная пешка · d7 чёрный конь · e7 чёрная пешка · f7 чёрная пешка · g7 чёрная пешка · h7 чёрная пешка · c6 чёрная пешка · d6 белый конь · f6 чёрный конь · d4 белая пешка · a2 белая пешка · b2 белая пешка · c2 белая пешка · e2 белый ферзь · f2 белая пешка · g2 белая пешка · h2 белая пешка · a1 белая ладья · c1 белый слон · e1 белый король · f1 белый слон · g1 белый конь · h1 белая ладья | a8 чёрная ладья · c8 чёрный слон · d8 чёрный ферзь · e8 чёрный король · f8 чёрный слон · h8 чёрная ладья · a7 чёрная пешка · b7 чёрная пешка · d7 чёрный конь · e7 чёрная пешка · f7 чёрная пешка · g7 чёрная пешка · h7 чёрная пешка · c6 чёрная пешка · d6 белый конь · f6 чёрный конь · d4 белая пешка · a2 белая пешка · b2 белая пешка · c2 белая пешка · e2 белый ферзь · f2 белая пешка · g2 белая пешка · h2 белая пешка · a1 белая ладья · c1 белый слон · e1 белый король · f1 белый слон · g1 белый конь · h1 белая ладья | a8 чёрная ладья · c8 чёрный слон · d8 чёрный ферзь · e8 чёрный король · f8 чёрный слон · h8 чёрная ладья · a7 чёрная пешка · b7 чёрная пешка · d7 чёрный конь · e7 чёрная пешка · f7 чёрная пешка · g7 чёрная пешка · h7 чёрная пешка · c6 чёрная пешка · d6 белый конь · f6 чёрный конь · d4 белая пешка · a2 белая пешка · b2 белая пешка · c2 белая пешка · e2 белый ферзь · f2 белая пешка · g2 белая пешка · h2 белая пешка · a1 белая ладья · c1 белый слон · e1 белый король · f1 белый слон · g1 белый конь · h1 белая ладья | a8 чёрная ладья · c8 чёрный слон · d8 чёрный ферзь · e8 чёрный король · f8 чёрный слон · h8 чёрная ладья · a7 чёрная пешка · b7 чёрная пешка · d7 чёрный конь · e7 чёрная пешка · f7 чёрная пешка · g7 чёрная пешка · h7 чёрная пешка · c6 чёрная пешка · d6 белый конь · f6 чёрный конь · d4 белая пешка · a2 белая пешка · b2 белая пешка · c2 белая пешка · e2 белый ферзь · f2 белая пешка · g2 белая пешка · h2 белая пешка · a1 белая ладья · c1 белый слон · e1 белый король · f1 белый слон · g1 белый конь · h1 белая ладья | a8 чёрная ладья · c8 чёрный слон · d8 чёрный ферзь · e8 чёрный король · f8 чёрный слон · h8 чёрная ладья · a7 чёрная пешка · b7 чёрная пешка · d7 чёрный конь · e7 чёрная пешка · f7 чёрная пешка · g7 чёрная пешка · h7 чёрная пешка · c6 чёрная пешка · d6 белый конь · f6 чёрный конь · d4 белая пешка · a2 белая пешка · b2 белая пешка · c2 белая пешка · e2 белый ферзь · f2 белая пешка · g2 белая пешка · h2 белая пешка · a1 белая ладья · c1 белый слон · e1 белый король · f1 белый слон · g1 белый конь · h1 белая ладья | a8 чёрная ладья · c8 чёрный слон · d8 чёрный ферзь · e8 чёрный король · f8 чёрный слон · h8 чёрная ладья · a7 чёрная пешка · b7 чёрная пешка · d7 чёрный конь · e7 чёрная пешка · f7 чёрная пешка · g7 чёрная пешка · h7 чёрная пешка · c6 чёрная пешка · d6 белый конь · f6 чёрный конь · d4 белая пешка · a2 белая пешка · b2 белая пешка · c2 белая пешка · e2 белый ферзь · f2 белая пешка · g2 белая пешка · h2 белая пешка · a1 белая ладья · c1 белый слон · e1 белый король · f1 белый слон · g1 белый конь · h1 белая ладья | 5 |
| 4 | a8 чёрная ладья · c8 чёрный слон · d8 чёрный ферзь · e8 чёрный король · f8 чёрный слон · h8 чёрная ладья · a7 чёрная пешка · b7 чёрная пешка · d7 чёрный конь · e7 чёрная пешка · f7 чёрная пешка · g7 чёрная пешка · h7 чёрная пешка · c6 чёрная пешка · d6 белый конь · f6 чёрный конь · d4 белая пешка · a2 белая пешка · b2 белая пешка · c2 белая пешка · e2 белый ферзь · f2 белая пешка · g2 белая пешка · h2 белая пешка · a1 белая ладья · c1 белый слон · e1 белый король · f1 белый слон · g1 белый конь · h1 белая ладья | a8 чёрная ладья · c8 чёрный слон · d8 чёрный ферзь · e8 чёрный король · f8 чёрный слон · h8 чёрная ладья · a7 чёрная пешка · b7 чёрная пешка · d7 чёрный конь · e7 чёрная пешка · f7 чёрная пешка · g7 чёрная пешка · h7 чёрная пешка · c6 чёрная пешка · d6 белый конь · f6 чёрный конь · d4 белая пешка · a2 белая пешка · b2 белая пешка · c2 белая пешка · e2 белый ферзь · f2 белая пешка · g2 белая пешка · h2 белая пешка · a1 белая ладья · c1 белый слон · e1 белый король · f1 белый слон · g1 белый конь · h1 белая ладья | a8 чёрная ладья · c8 чёрный слон · d8 чёрный ферзь · e8 чёрный король · f8 чёрный слон · h8 чёрная ладья · a7 чёрная пешка · b7 чёрная пешка · d7 чёрный конь · e7 чёрная пешка · f7 чёрная пешка · g7 чёрная пешка · h7 чёрная пешка · c6 чёрная пешка · d6 белый конь · f6 чёрный конь · d4 белая пешка · a2 белая пешка · b2 белая пешка · c2 белая пешка · e2 белый ферзь · f2 белая пешка · g2 белая пешка · h2 белая пешка · a1 белая ладья · c1 белый слон · e1 белый король · f1 белый слон · g1 белый конь · h1 белая ладья | a8 чёрная ладья · c8 чёрный слон · d8 чёрный ферзь · e8 чёрный король · f8 чёрный слон · h8 чёрная ладья · a7 чёрная пешка · b7 чёрная пешка · d7 чёрный конь · e7 чёрная пешка · f7 чёрная пешка · g7 чёрная пешка · h7 чёрная пешка · c6 чёрная пешка · d6 белый конь · f6 чёрный конь · d4 белая пешка · a2 белая пешка · b2 белая пешка · c2 белая пешка · e2 белый ферзь · f2 белая пешка · g2 белая пешка · h2 белая пешка · a1 белая ладья · c1 белый слон · e1 белый король · f1 белый слон · g1 белый конь · h1 белая ладья | a8 чёрная ладья · c8 чёрный слон · d8 чёрный ферзь · e8 чёрный король · f8 чёрный слон · h8 чёрная ладья · a7 чёрная пешка · b7 чёрная пешка · d7 чёрный конь · e7 чёрная пешка · f7 чёрная пешка · g7 чёрная пешка · h7 чёрная пешка · c6 чёрная пешка · d6 белый конь · f6 чёрный конь · d4 белая пешка · a2 белая пешка · b2 белая пешка · c2 белая пешка · e2 белый ферзь · f2 белая пешка · g2 белая пешка · h2 белая пешка · a1 белая ладья · c1 белый слон · e1 белый король · f1 белый слон · g1 белый конь · h1 белая ладья | a8 чёрная ладья · c8 чёрный слон · d8 чёрный ферзь · e8 чёрный король · f8 чёрный слон · h8 чёрная ладья · a7 чёрная пешка · b7 чёрная пешка · d7 чёрный конь · e7 чёрная пешка · f7 чёрная пешка · g7 чёрная пешка · h7 чёрная пешка · c6 чёрная пешка · d6 белый конь · f6 чёрный конь · d4 белая пешка · a2 белая пешка · b2 белая пешка · c2 белая пешка · e2 белый ферзь · f2 белая пешка · g2 белая пешка · h2 белая пешка · a1 белая ладья · c1 белый слон · e1 белый король · f1 белый слон · g1 белый конь · h1 белая ладья | a8 чёрная ладья · c8 чёрный слон · d8 чёрный ферзь · e8 чёрный король · f8 чёрный слон · h8 чёрная ладья · a7 чёрная пешка · b7 чёрная пешка · d7 чёрный конь · e7 чёрная пешка · f7 чёрная пешка · g7 чёрная пешка · h7 чёрная пешка · c6 чёрная пешка · d6 белый конь · f6 чёрный конь · d4 белая пешка · a2 белая пешка · b2 белая пешка · c2 белая пешка · e2 белый ферзь · f2 белая пешка · g2 белая пешка · h2 белая пешка · a1 белая ладья · c1 белый слон · e1 белый король · f1 белый слон · g1 белый конь · h1 белая ладья | a8 чёрная ладья · c8 чёрный слон · d8 чёрный ферзь · e8 чёрный король · f8 чёрный слон · h8 чёрная ладья · a7 чёрная пешка · b7 чёрная пешка · d7 чёрный конь · e7 чёрная пешка · f7 чёрная пешка · g7 чёрная пешка · h7 чёрная пешка · c6 чёрная пешка · d6 белый конь · f6 чёрный конь · d4 белая пешка · a2 белая пешка · b2 белая пешка · c2 белая пешка · e2 белый ферзь · f2 белая пешка · g2 белая пешка · h2 белая пешка · a1 белая ладья · c1 белый слон · e1 белый король · f1 белый слон · g1 белый конь · h1 белая ладья | 4 |
| 3 | a8 чёрная ладья · c8 чёрный слон · d8 чёрный ферзь · e8 чёрный король · f8 чёрный слон · h8 чёрная ладья · a7 чёрная пешка · b7 чёрная пешка · d7 чёрный конь · e7 чёрная пешка · f7 чёрная пешка · g7 чёрная пешка · h7 чёрная пешка · c6 чёрная пешка · d6 белый конь · f6 чёрный конь · d4 белая пешка · a2 белая пешка · b2 белая пешка · c2 белая пешка · e2 белый ферзь · f2 белая пешка · g2 белая пешка · h2 белая пешка · a1 белая ладья · c1 белый слон · e1 белый король · f1 белый слон · g1 белый конь · h1 белая ладья | a8 чёрная ладья · c8 чёрный слон · d8 чёрный ферзь · e8 чёрный король · f8 чёрный слон · h8 чёрная ладья · a7 чёрная пешка · b7 чёрная пешка · d7 чёрный конь · e7 чёрная пешка · f7 чёрная пешка · g7 чёрная пешка · h7 чёрная пешка · c6 чёрная пешка · d6 белый конь · f6 чёрный конь · d4 белая пешка · a2 белая пешка · b2 белая пешка · c2 белая пешка · e2 белый ферзь · f2 белая пешка · g2 белая пешка · h2 белая пешка · a1 белая ладья · c1 белый слон · e1 белый король · f1 белый слон · g1 белый конь · h1 белая ладья | a8 чёрная ладья · c8 чёрный слон · d8 чёрный ферзь · e8 чёрный король · f8 чёрный слон · h8 чёрная ладья · a7 чёрная пешка · b7 чёрная пешка · d7 чёрный конь · e7 чёрная пешка · f7 чёрная пешка · g7 чёрная пешка · h7 чёрная пешка · c6 чёрная пешка · d6 белый конь · f6 чёрный конь · d4 белая пешка · a2 белая пешка · b2 белая пешка · c2 белая пешка · e2 белый ферзь · f2 белая пешка · g2 белая пешка · h2 белая пешка · a1 белая ладья · c1 белый слон · e1 белый король · f1 белый слон · g1 белый конь · h1 белая ладья | a8 чёрная ладья · c8 чёрный слон · d8 чёрный ферзь · e8 чёрный король · f8 чёрный слон · h8 чёрная ладья · a7 чёрная пешка · b7 чёрная пешка · d7 чёрный конь · e7 чёрная пешка · f7 чёрная пешка · g7 чёрная пешка · h7 чёрная пешка · c6 чёрная пешка · d6 белый конь · f6 чёрный конь · d4 белая пешка · a2 белая пешка · b2 белая пешка · c2 белая пешка · e2 белый ферзь · f2 белая пешка · g2 белая пешка · h2 белая пешка · a1 белая ладья · c1 белый слон · e1 белый король · f1 белый слон · g1 белый конь · h1 белая ладья | a8 чёрная ладья · c8 чёрный слон · d8 чёрный ферзь · e8 чёрный король · f8 чёрный слон · h8 чёрная ладья · a7 чёрная пешка · b7 чёрная пешка · d7 чёрный конь · e7 чёрная пешка · f7 чёрная пешка · g7 чёрная пешка · h7 чёрная пешка · c6 чёрная пешка · d6 белый конь · f6 чёрный конь · d4 белая пешка · a2 белая пешка · b2 белая пешка · c2 белая пешка · e2 белый ферзь · f2 белая пешка · g2 белая пешка · h2 белая пешка · a1 белая ладья · c1 белый слон · e1 белый король · f1 белый слон · g1 белый конь · h1 белая ладья | a8 чёрная ладья · c8 чёрный слон · d8 чёрный ферзь · e8 чёрный король · f8 чёрный слон · h8 чёрная ладья · a7 чёрная пешка · b7 чёрная пешка · d7 чёрный конь · e7 чёрная пешка · f7 чёрная пешка · g7 чёрная пешка · h7 чёрная пешка · c6 чёрная пешка · d6 белый конь · f6 чёрный конь · d4 белая пешка · a2 белая пешка · b2 белая пешка · c2 белая пешка · e2 белый ферзь · f2 белая пешка · g2 белая пешка · h2 белая пешка · a1 белая ладья · c1 белый слон · e1 белый король · f1 белый слон · g1 белый конь · h1 белая ладья | a8 чёрная ладья · c8 чёрный слон · d8 чёрный ферзь · e8 чёрный король · f8 чёрный слон · h8 чёрная ладья · a7 чёрная пешка · b7 чёрная пешка · d7 чёрный конь · e7 чёрная пешка · f7 чёрная пешка · g7 чёрная пешка · h7 чёрная пешка · c6 чёрная пешка · d6 белый конь · f6 чёрный конь · d4 белая пешка · a2 белая пешка · b2 белая пешка · c2 белая пешка · e2 белый ферзь · f2 белая пешка · g2 белая пешка · h2 белая пешка · a1 белая ладья · c1 белый слон · e1 белый король · f1 белый слон · g1 белый конь · h1 белая ладья | a8 чёрная ладья · c8 чёрный слон · d8 чёрный ферзь · e8 чёрный король · f8 чёрный слон · h8 чёрная ладья · a7 чёрная пешка · b7 чёрная пешка · d7 чёрный конь · e7 чёрная пешка · f7 чёрная пешка · g7 чёрная пешка · h7 чёрная пешка · c6 чёрная пешка · d6 белый конь · f6 чёрный конь · d4 белая пешка · a2 белая пешка · b2 белая пешка · c2 белая пешка · e2 белый ферзь · f2 белая пешка · g2 белая пешка · h2 белая пешка · a1 белая ладья · c1 белый слон · e1 белый король · f1 белый слон · g1 белый конь · h1 белая ладья | 3 |
| 2 | a8 чёрная ладья · c8 чёрный слон · d8 чёрный ферзь · e8 чёрный король · f8 чёрный слон · h8 чёрная ладья · a7 чёрная пешка · b7 чёрная пешка · d7 чёрный конь · e7 чёрная пешка · f7 чёрная пешка · g7 чёрная пешка · h7 чёрная пешка · c6 чёрная пешка · d6 белый конь · f6 чёрный конь · d4 белая пешка · a2 белая пешка · b2 белая пешка · c2 белая пешка · e2 белый ферзь · f2 белая пешка · g2 белая пешка · h2 белая пешка · a1 белая ладья · c1 белый слон · e1 белый король · f1 белый слон · g1 белый конь · h1 белая ладья | a8 чёрная ладья · c8 чёрный слон · d8 чёрный ферзь · e8 чёрный король · f8 чёрный слон · h8 чёрная ладья · a7 чёрная пешка · b7 чёрная пешка · d7 чёрный конь · e7 чёрная пешка · f7 чёрная пешка · g7 чёрная пешка · h7 чёрная пешка · c6 чёрная пешка · d6 белый конь · f6 чёрный конь · d4 белая пешка · a2 белая пешка · b2 белая пешка · c2 белая пешка · e2 белый ферзь · f2 белая пешка · g2 белая пешка · h2 белая пешка · a1 белая ладья · c1 белый слон · e1 белый король · f1 белый слон · g1 белый конь · h1 белая ладья | a8 чёрная ладья · c8 чёрный слон · d8 чёрный ферзь · e8 чёрный король · f8 чёрный слон · h8 чёрная ладья · a7 чёрная пешка · b7 чёрная пешка · d7 чёрный конь · e7 чёрная пешка · f7 чёрная пешка · g7 чёрная пешка · h7 чёрная пешка · c6 чёрная пешка · d6 белый конь · f6 чёрный конь · d4 белая пешка · a2 белая пешка · b2 белая пешка · c2 белая пешка · e2 белый ферзь · f2 белая пешка · g2 белая пешка · h2 белая пешка · a1 белая ладья · c1 белый слон · e1 белый король · f1 белый слон · g1 белый конь · h1 белая ладья | a8 чёрная ладья · c8 чёрный слон · d8 чёрный ферзь · e8 чёрный король · f8 чёрный слон · h8 чёрная ладья · a7 чёрная пешка · b7 чёрная пешка · d7 чёрный конь · e7 чёрная пешка · f7 чёрная пешка · g7 чёрная пешка · h7 чёрная пешка · c6 чёрная пешка · d6 белый конь · f6 чёрный конь · d4 белая пешка · a2 белая пешка · b2 белая пешка · c2 белая пешка · e2 белый ферзь · f2 белая пешка · g2 белая пешка · h2 белая пешка · a1 белая ладья · c1 белый слон · e1 белый король · f1 белый слон · g1 белый конь · h1 белая ладья | a8 чёрная ладья · c8 чёрный слон · d8 чёрный ферзь · e8 чёрный король · f8 чёрный слон · h8 чёрная ладья · a7 чёрная пешка · b7 чёрная пешка · d7 чёрный конь · e7 чёрная пешка · f7 чёрная пешка · g7 чёрная пешка · h7 чёрная пешка · c6 чёрная пешка · d6 белый конь · f6 чёрный конь · d4 белая пешка · a2 белая пешка · b2 белая пешка · c2 белая пешка · e2 белый ферзь · f2 белая пешка · g2 белая пешка · h2 белая пешка · a1 белая ладья · c1 белый слон · e1 белый король · f1 белый слон · g1 белый конь · h1 белая ладья | a8 чёрная ладья · c8 чёрный слон · d8 чёрный ферзь · e8 чёрный король · f8 чёрный слон · h8 чёрная ладья · a7 чёрная пешка · b7 чёрная пешка · d7 чёрный конь · e7 чёрная пешка · f7 чёрная пешка · g7 чёрная пешка · h7 чёрная пешка · c6 чёрная пешка · d6 белый конь · f6 чёрный конь · d4 белая пешка · a2 белая пешка · b2 белая пешка · c2 белая пешка · e2 белый ферзь · f2 белая пешка · g2 белая пешка · h2 белая пешка · a1 белая ладья · c1 белый слон · e1 белый король · f1 белый слон · g1 белый конь · h1 белая ладья | a8 чёрная ладья · c8 чёрный слон · d8 чёрный ферзь · e8 чёрный король · f8 чёрный слон · h8 чёрная ладья · a7 чёрная пешка · b7 чёрная пешка · d7 чёрный конь · e7 чёрная пешка · f7 чёрная пешка · g7 чёрная пешка · h7 чёрная пешка · c6 чёрная пешка · d6 белый конь · f6 чёрный конь · d4 белая пешка · a2 белая пешка · b2 белая пешка · c2 белая пешка · e2 белый ферзь · f2 белая пешка · g2 белая пешка · h2 белая пешка · a1 белая ладья · c1 белый слон · e1 белый король · f1 белый слон · g1 белый конь · h1 белая ладья | a8 чёрная ладья · c8 чёрный слон · d8 чёрный ферзь · e8 чёрный король · f8 чёрный слон · h8 чёрная ладья · a7 чёрная пешка · b7 чёрная пешка · d7 чёрный конь · e7 чёрная пешка · f7 чёрная пешка · g7 чёрная пешка · h7 чёрная пешка · c6 чёрная пешка · d6 белый конь · f6 чёрный конь · d4 белая пешка · a2 белая пешка · b2 белая пешка · c2 белая пешка · e2 белый ферзь · f2 белая пешка · g2 белая пешка · h2 белая пешка · a1 белая ладья · c1 белый слон · e1 белый король · f1 белый слон · g1 белый конь · h1 белая ладья | 2 |
| 1 | a8 чёрная ладья · c8 чёрный слон · d8 чёрный ферзь · e8 чёрный король · f8 чёрный слон · h8 чёрная ладья · a7 чёрная пешка · b7 чёрная пешка · d7 чёрный конь · e7 чёрная пешка · f7 чёрная пешка · g7 чёрная пешка · h7 чёрная пешка · c6 чёрная пешка · d6 белый конь · f6 чёрный конь · d4 белая пешка · a2 белая пешка · b2 белая пешка · c2 белая пешка · e2 белый ферзь · f2 белая пешка · g2 белая пешка · h2 белая пешка · a1 белая ладья · c1 белый слон · e1 белый король · f1 белый слон · g1 белый конь · h1 белая ладья | a8 чёрная ладья · c8 чёрный слон · d8 чёрный ферзь · e8 чёрный король · f8 чёрный слон · h8 чёрная ладья · a7 чёрная пешка · b7 чёрная пешка · d7 чёрный конь · e7 чёрная пешка · f7 чёрная пешка · g7 чёрная пешка · h7 чёрная пешка · c6 чёрная пешка · d6 белый конь · f6 чёрный конь · d4 белая пешка · a2 белая пешка · b2 белая пешка · c2 белая пешка · e2 белый ферзь · f2 белая пешка · g2 белая пешка · h2 белая пешка · a1 белая ладья · c1 белый слон · e1 белый король · f1 белый слон · g1 белый конь · h1 белая ладья | a8 чёрная ладья · c8 чёрный слон · d8 чёрный ферзь · e8 чёрный король · f8 чёрный слон · h8 чёрная ладья · a7 чёрная пешка · b7 чёрная пешка · d7 чёрный конь · e7 чёрная пешка · f7 чёрная пешка · g7 чёрная пешка · h7 чёрная пешка · c6 чёрная пешка · d6 белый конь · f6 чёрный конь · d4 белая пешка · a2 белая пешка · b2 белая пешка · c2 белая пешка · e2 белый ферзь · f2 белая пешка · g2 белая пешка · h2 белая пешка · a1 белая ладья · c1 белый слон · e1 белый король · f1 белый слон · g1 белый конь · h1 белая ладья | a8 чёрная ладья · c8 чёрный слон · d8 чёрный ферзь · e8 чёрный король · f8 чёрный слон · h8 чёрная ладья · a7 чёрная пешка · b7 чёрная пешка · d7 чёрный конь · e7 чёрная пешка · f7 чёрная пешка · g7 чёрная пешка · h7 чёрная пешка · c6 чёрная пешка · d6 белый конь · f6 чёрный конь · d4 белая пешка · a2 белая пешка · b2 белая пешка · c2 белая пешка · e2 белый ферзь · f2 белая пешка · g2 белая пешка · h2 белая пешка · a1 белая ладья · c1 белый слон · e1 белый король · f1 белый слон · g1 белый конь · h1 белая ладья | a8 чёрная ладья · c8 чёрный слон · d8 чёрный ферзь · e8 чёрный король · f8 чёрный слон · h8 чёрная ладья · a7 чёрная пешка · b7 чёрная пешка · d7 чёрный конь · e7 чёрная пешка · f7 чёрная пешка · g7 чёрная пешка · h7 чёрная пешка · c6 чёрная пешка · d6 белый конь · f6 чёрный конь · d4 белая пешка · a2 белая пешка · b2 белая пешка · c2 белая пешка · e2 белый ферзь · f2 белая пешка · g2 белая пешка · h2 белая пешка · a1 белая ладья · c1 белый слон · e1 белый король · f1 белый слон · g1 белый конь · h1 белая ладья | a8 чёрная ладья · c8 чёрный слон · d8 чёрный ферзь · e8 чёрный король · f8 чёрный слон · h8 чёрная ладья · a7 чёрная пешка · b7 чёрная пешка · d7 чёрный конь · e7 чёрная пешка · f7 чёрная пешка · g7 чёрная пешка · h7 чёрная пешка · c6 чёрная пешка · d6 белый конь · f6 чёрный конь · d4 белая пешка · a2 белая пешка · b2 белая пешка · c2 белая пешка · e2 белый ферзь · f2 белая пешка · g2 белая пешка · h2 белая пешка · a1 белая ладья · c1 белый слон · e1 белый король · f1 белый слон · g1 белый конь · h1 белая ладья | a8 чёрная ладья · c8 чёрный слон · d8 чёрный ферзь · e8 чёрный король · f8 чёрный слон · h8 чёрная ладья · a7 чёрная пешка · b7 чёрная пешка · d7 чёрный конь · e7 чёрная пешка · f7 чёрная пешка · g7 чёрная пешка · h7 чёрная пешка · c6 чёрная пешка · d6 белый конь · f6 чёрный конь · d4 белая пешка · a2 белая пешка · b2 белая пешка · c2 белая пешка · e2 белый ферзь · f2 белая пешка · g2 белая пешка · h2 белая пешка · a1 белая ладья · c1 белый слон · e1 белый король · f1 белый слон · g1 белый конь · h1 белая ладья | a8 чёрная ладья · c8 чёрный слон · d8 чёрный ферзь · e8 чёрный король · f8 чёрный слон · h8 чёрная ладья · a7 чёрная пешка · b7 чёрная пешка · d7 чёрный конь · e7 чёрная пешка · f7 чёрная пешка · g7 чёрная пешка · h7 чёрная пешка · c6 чёрная пешка · d6 белый конь · f6 чёрный конь · d4 белая пешка · a2 белая пешка · b2 белая пешка · c2 белая пешка · e2 белый ферзь · f2 белая пешка · g2 белая пешка · h2 белая пешка · a1 белая ладья · c1 белый слон · e1 белый король · f1 белый слон · g1 белый конь · h1 белая ладья | 1 |
|   | a | b | c | d | e | f | g | h |   |

В следующей позиции белые поставили ловушку после ходов: 1.е2-е4 с7-с6 2.d2-d4 d7-d5 3.Kb1-c3 d5:e4 4.Kc3:e4 Kb8-d7 5.Фd1-e2!? (образовалась замаскированная связка) 5…Kg8-f6?? 6.Ke4-d6#! Взятие 6…e7:d6 невозможно, так как этот ход откроет ферзю вертикаль е2-e8 и чёрный король окажется под ударом. Пешка на е7 оказалась связанной.
|   | a | b | c | d | e | f | g | h |   |
| - | --- | --- | --- | --- | --- | --- | --- | --- | - |
| 8 | b8 чёрная ладья · c8 чёрный король · d7 чёрный ферзь · f7 белый конь · c6 белый ферзь · a4 белый король · g4 белый слон | b8 чёрная ладья · c8 чёрный король · d7 чёрный ферзь · f7 белый конь · c6 белый ферзь · a4 белый король · g4 белый слон | b8 чёрная ладья · c8 чёрный король · d7 чёрный ферзь · f7 белый конь · c6 белый ферзь · a4 белый король · g4 белый слон | b8 чёрная ладья · c8 чёрный король · d7 чёрный ферзь · f7 белый конь · c6 белый ферзь · a4 белый король · g4 белый слон | b8 чёрная ладья · c8 чёрный король · d7 чёрный ферзь · f7 белый конь · c6 белый ферзь · a4 белый король · g4 белый слон | b8 чёрная ладья · c8 чёрный король · d7 чёрный ферзь · f7 белый конь · c6 белый ферзь · a4 белый король · g4 белый слон | b8 чёрная ладья · c8 чёрный король · d7 чёрный ферзь · f7 белый конь · c6 белый ферзь · a4 белый король · g4 белый слон | b8 чёрная ладья · c8 чёрный король · d7 чёрный ферзь · f7 белый конь · c6 белый ферзь · a4 белый король · g4 белый слон | 8 |
| 7 | b8 чёрная ладья · c8 чёрный король · d7 чёрный ферзь · f7 белый конь · c6 белый ферзь · a4 белый король · g4 белый слон | b8 чёрная ладья · c8 чёрный король · d7 чёрный ферзь · f7 белый конь · c6 белый ферзь · a4 белый король · g4 белый слон | b8 чёрная ладья · c8 чёрный король · d7 чёрный ферзь · f7 белый конь · c6 белый ферзь · a4 белый король · g4 белый слон | b8 чёрная ладья · c8 чёрный король · d7 чёрный ферзь · f7 белый конь · c6 белый ферзь · a4 белый король · g4 белый слон | b8 чёрная ладья · c8 чёрный король · d7 чёрный ферзь · f7 белый конь · c6 белый ферзь · a4 белый король · g4 белый слон | b8 чёрная ладья · c8 чёрный король · d7 чёрный ферзь · f7 белый конь · c6 белый ферзь · a4 белый король · g4 белый слон | b8 чёрная ладья · c8 чёрный король · d7 чёрный ферзь · f7 белый конь · c6 белый ферзь · a4 белый король · g4 белый слон | b8 чёрная ладья · c8 чёрный король · d7 чёрный ферзь · f7 белый конь · c6 белый ферзь · a4 белый король · g4 белый слон | 7 |
| 6 | b8 чёрная ладья · c8 чёрный король · d7 чёрный ферзь · f7 белый конь · c6 белый ферзь · a4 белый король · g4 белый слон | b8 чёрная ладья · c8 чёрный король · d7 чёрный ферзь · f7 белый конь · c6 белый ферзь · a4 белый король · g4 белый слон | b8 чёрная ладья · c8 чёрный король · d7 чёрный ферзь · f7 белый конь · c6 белый ферзь · a4 белый король · g4 белый слон | b8 чёрная ладья · c8 чёрный король · d7 чёрный ферзь · f7 белый конь · c6 белый ферзь · a4 белый король · g4 белый слон | b8 чёрная ладья · c8 чёрный король · d7 чёрный ферзь · f7 белый конь · c6 белый ферзь · a4 белый король · g4 белый слон | b8 чёрная ладья · c8 чёрный король · d7 чёрный ферзь · f7 белый конь · c6 белый ферзь · a4 белый король · g4 белый слон | b8 чёрная ладья · c8 чёрный король · d7 чёрный ферзь · f7 белый конь · c6 белый ферзь · a4 белый король · g4 белый слон | b8 чёрная ладья · c8 чёрный король · d7 чёрный ферзь · f7 белый конь · c6 белый ферзь · a4 белый король · g4 белый слон | 6 |
| 5 | b8 чёрная ладья · c8 чёрный король · d7 чёрный ферзь · f7 белый конь · c6 белый ферзь · a4 белый король · g4 белый слон | b8 чёрная ладья · c8 чёрный король · d7 чёрный ферзь · f7 белый конь · c6 белый ферзь · a4 белый король · g4 белый слон | b8 чёрная ладья · c8 чёрный король · d7 чёрный ферзь · f7 белый конь · c6 белый ферзь · a4 белый король · g4 белый слон | b8 чёрная ладья · c8 чёрный король · d7 чёрный ферзь · f7 белый конь · c6 белый ферзь · a4 белый король · g4 белый слон | b8 чёрная ладья · c8 чёрный король · d7 чёрный ферзь · f7 белый конь · c6 белый ферзь · a4 белый король · g4 белый слон | b8 чёрная ладья · c8 чёрный король · d7 чёрный ферзь · f7 белый конь · c6 белый ферзь · a4 белый король · g4 белый слон | b8 чёрная ладья · c8 чёрный король · d7 чёрный ферзь · f7 белый конь · c6 белый ферзь · a4 белый король · g4 белый слон | b8 чёрная ладья · c8 чёрный король · d7 чёрный ферзь · f7 белый конь · c6 белый ферзь · a4 белый король · g4 белый слон | 5 |
| 4 | b8 чёрная ладья · c8 чёрный король · d7 чёрный ферзь · f7 белый конь · c6 белый ферзь · a4 белый король · g4 белый слон | b8 чёрная ладья · c8 чёрный король · d7 чёрный ферзь · f7 белый конь · c6 белый ферзь · a4 белый король · g4 белый слон | b8 чёрная ладья · c8 чёрный король · d7 чёрный ферзь · f7 белый конь · c6 белый ферзь · a4 белый король · g4 белый слон | b8 чёрная ладья · c8 чёрный король · d7 чёрный ферзь · f7 белый конь · c6 белый ферзь · a4 белый король · g4 белый слон | b8 чёрная ладья · c8 чёрный король · d7 чёрный ферзь · f7 белый конь · c6 белый ферзь · a4 белый король · g4 белый слон | b8 чёрная ладья · c8 чёрный король · d7 чёрный ферзь · f7 белый конь · c6 белый ферзь · a4 белый король · g4 белый слон | b8 чёрная ладья · c8 чёрный король · d7 чёрный ферзь · f7 белый конь · c6 белый ферзь · a4 белый король · g4 белый слон | b8 чёрная ладья · c8 чёрный король · d7 чёрный ферзь · f7 белый конь · c6 белый ферзь · a4 белый король · g4 белый слон | 4 |
| 3 | b8 чёрная ладья · c8 чёрный король · d7 чёрный ферзь · f7 белый конь · c6 белый ферзь · a4 белый король · g4 белый слон | b8 чёрная ладья · c8 чёрный король · d7 чёрный ферзь · f7 белый конь · c6 белый ферзь · a4 белый король · g4 белый слон | b8 чёрная ладья · c8 чёрный король · d7 чёрный ферзь · f7 белый конь · c6 белый ферзь · a4 белый король · g4 белый слон | b8 чёрная ладья · c8 чёрный король · d7 чёрный ферзь · f7 белый конь · c6 белый ферзь · a4 белый король · g4 белый слон | b8 чёрная ладья · c8 чёрный король · d7 чёрный ферзь · f7 белый конь · c6 белый ферзь · a4 белый король · g4 белый слон | b8 чёрная ладья · c8 чёрный король · d7 чёрный ферзь · f7 белый конь · c6 белый ферзь · a4 белый король · g4 белый слон | b8 чёрная ладья · c8 чёрный король · d7 чёрный ферзь · f7 белый конь · c6 белый ферзь · a4 белый король · g4 белый слон | b8 чёрная ладья · c8 чёрный король · d7 чёрный ферзь · f7 белый конь · c6 белый ферзь · a4 белый король · g4 белый слон | 3 |
| 2 | b8 чёрная ладья · c8 чёрный король · d7 чёрный ферзь · f7 белый конь · c6 белый ферзь · a4 белый король · g4 белый слон | b8 чёрная ладья · c8 чёрный король · d7 чёрный ферзь · f7 белый конь · c6 белый ферзь · a4 белый король · g4 белый слон | b8 чёрная ладья · c8 чёрный король · d7 чёрный ферзь · f7 белый конь · c6 белый ферзь · a4 белый король · g4 белый слон | b8 чёрная ладья · c8 чёрный король · d7 чёрный ферзь · f7 белый конь · c6 белый ферзь · a4 белый король · g4 белый слон | b8 чёрная ладья · c8 чёрный король · d7 чёрный ферзь · f7 белый конь · c6 белый ферзь · a4 белый король · g4 белый слон | b8 чёрная ладья · c8 чёрный король · d7 чёрный ферзь · f7 белый конь · c6 белый ферзь · a4 белый король · g4 белый слон | b8 чёрная ладья · c8 чёрный король · d7 чёрный ферзь · f7 белый конь · c6 белый ферзь · a4 белый король · g4 белый слон | b8 чёрная ладья · c8 чёрный король · d7 чёрный ферзь · f7 белый конь · c6 белый ферзь · a4 белый король · g4 белый слон | 2 |
| 1 | b8 чёрная ладья · c8 чёрный король · d7 чёрный ферзь · f7 белый конь · c6 белый ферзь · a4 белый король · g4 белый слон | b8 чёрная ладья · c8 чёрный король · d7 чёрный ферзь · f7 белый конь · c6 белый ферзь · a4 белый король · g4 белый слон | b8 чёрная ладья · c8 чёрный король · d7 чёрный ферзь · f7 белый конь · c6 белый ферзь · a4 белый король · g4 белый слон | b8 чёрная ладья · c8 чёрный король · d7 чёрный ферзь · f7 белый конь · c6 белый ферзь · a4 белый король · g4 белый слон | b8 чёрная ладья · c8 чёрный король · d7 чёрный ферзь · f7 белый конь · c6 белый ферзь · a4 белый король · g4 белый слон | b8 чёрная ладья · c8 чёрный король · d7 чёрный ферзь · f7 белый конь · c6 белый ферзь · a4 белый король · g4 белый слон | b8 чёрная ладья · c8 чёрный король · d7 чёрный ферзь · f7 белый конь · c6 белый ферзь · a4 белый король · g4 белый слон | b8 чёрная ладья · c8 чёрный король · d7 чёрный ферзь · f7 белый конь · c6 белый ферзь · a4 белый король · g4 белый слон | 1 |
|   | a | b | c | d | e | f | g | h |   |

На доске — мат связанным белым ферзём. Связывающий его чёрный ферзь d7 не может защититься от шаха, так как он сам связан слоном на g4, а чёрный король не может никуда уйти (Кf7 защищает поле d8).
|   | a | b | c | d | e | f | g | h |   |
| - | --- | --- | --- | --- | --- | --- | --- | --- | - |
| 8 | b8 чёрная ладья · c8 чёрный король · d7 чёрный ферзь · f7 белый конь · d5 белый ферзь · g4 белый слон · d3 белый король | b8 чёрная ладья · c8 чёрный король · d7 чёрный ферзь · f7 белый конь · d5 белый ферзь · g4 белый слон · d3 белый король | b8 чёрная ладья · c8 чёрный король · d7 чёрный ферзь · f7 белый конь · d5 белый ферзь · g4 белый слон · d3 белый король | b8 чёрная ладья · c8 чёрный король · d7 чёрный ферзь · f7 белый конь · d5 белый ферзь · g4 белый слон · d3 белый король | b8 чёрная ладья · c8 чёрный король · d7 чёрный ферзь · f7 белый конь · d5 белый ферзь · g4 белый слон · d3 белый король | b8 чёрная ладья · c8 чёрный король · d7 чёрный ферзь · f7 белый конь · d5 белый ферзь · g4 белый слон · d3 белый король | b8 чёрная ладья · c8 чёрный король · d7 чёрный ферзь · f7 белый конь · d5 белый ферзь · g4 белый слон · d3 белый король | b8 чёрная ладья · c8 чёрный король · d7 чёрный ферзь · f7 белый конь · d5 белый ферзь · g4 белый слон · d3 белый король | 8 |
| 7 | b8 чёрная ладья · c8 чёрный король · d7 чёрный ферзь · f7 белый конь · d5 белый ферзь · g4 белый слон · d3 белый король | b8 чёрная ладья · c8 чёрный король · d7 чёрный ферзь · f7 белый конь · d5 белый ферзь · g4 белый слон · d3 белый король | b8 чёрная ладья · c8 чёрный король · d7 чёрный ферзь · f7 белый конь · d5 белый ферзь · g4 белый слон · d3 белый король | b8 чёрная ладья · c8 чёрный король · d7 чёрный ферзь · f7 белый конь · d5 белый ферзь · g4 белый слон · d3 белый король | b8 чёрная ладья · c8 чёрный король · d7 чёрный ферзь · f7 белый конь · d5 белый ферзь · g4 белый слон · d3 белый король | b8 чёрная ладья · c8 чёрный король · d7 чёрный ферзь · f7 белый конь · d5 белый ферзь · g4 белый слон · d3 белый король | b8 чёрная ладья · c8 чёрный король · d7 чёрный ферзь · f7 белый конь · d5 белый ферзь · g4 белый слон · d3 белый король | b8 чёрная ладья · c8 чёрный король · d7 чёрный ферзь · f7 белый конь · d5 белый ферзь · g4 белый слон · d3 белый король | 7 |
| 6 | b8 чёрная ладья · c8 чёрный король · d7 чёрный ферзь · f7 белый конь · d5 белый ферзь · g4 белый слон · d3 белый король | b8 чёрная ладья · c8 чёрный король · d7 чёрный ферзь · f7 белый конь · d5 белый ферзь · g4 белый слон · d3 белый король | b8 чёрная ладья · c8 чёрный король · d7 чёрный ферзь · f7 белый конь · d5 белый ферзь · g4 белый слон · d3 белый король | b8 чёрная ладья · c8 чёрный король · d7 чёрный ферзь · f7 белый конь · d5 белый ферзь · g4 белый слон · d3 белый король | b8 чёрная ладья · c8 чёрный король · d7 чёрный ферзь · f7 белый конь · d5 белый ферзь · g4 белый слон · d3 белый король | b8 чёрная ладья · c8 чёрный король · d7 чёрный ферзь · f7 белый конь · d5 белый ферзь · g4 белый слон · d3 белый король | b8 чёрная ладья · c8 чёрный король · d7 чёрный ферзь · f7 белый конь · d5 белый ферзь · g4 белый слон · d3 белый король | b8 чёрная ладья · c8 чёрный король · d7 чёрный ферзь · f7 белый конь · d5 белый ферзь · g4 белый слон · d3 белый король | 6 |
| 5 | b8 чёрная ладья · c8 чёрный король · d7 чёрный ферзь · f7 белый конь · d5 белый ферзь · g4 белый слон · d3 белый король | b8 чёрная ладья · c8 чёрный король · d7 чёрный ферзь · f7 белый конь · d5 белый ферзь · g4 белый слон · d3 белый король | b8 чёрная ладья · c8 чёрный король · d7 чёрный ферзь · f7 белый конь · d5 белый ферзь · g4 белый слон · d3 белый король | b8 чёрная ладья · c8 чёрный король · d7 чёрный ферзь · f7 белый конь · d5 белый ферзь · g4 белый слон · d3 белый король | b8 чёрная ладья · c8 чёрный король · d7 чёрный ферзь · f7 белый конь · d5 белый ферзь · g4 белый слон · d3 белый король | b8 чёрная ладья · c8 чёрный король · d7 чёрный ферзь · f7 белый конь · d5 белый ферзь · g4 белый слон · d3 белый король | b8 чёрная ладья · c8 чёрный король · d7 чёрный ферзь · f7 белый конь · d5 белый ферзь · g4 белый слон · d3 белый король | b8 чёрная ладья · c8 чёрный король · d7 чёрный ферзь · f7 белый конь · d5 белый ферзь · g4 белый слон · d3 белый король | 5 |
| 4 | b8 чёрная ладья · c8 чёрный король · d7 чёрный ферзь · f7 белый конь · d5 белый ферзь · g4 белый слон · d3 белый король | b8 чёрная ладья · c8 чёрный король · d7 чёрный ферзь · f7 белый конь · d5 белый ферзь · g4 белый слон · d3 белый король | b8 чёрная ладья · c8 чёрный король · d7 чёрный ферзь · f7 белый конь · d5 белый ферзь · g4 белый слон · d3 белый король | b8 чёрная ладья · c8 чёрный король · d7 чёрный ферзь · f7 белый конь · d5 белый ферзь · g4 белый слон · d3 белый король | b8 чёрная ладья · c8 чёрный король · d7 чёрный ферзь · f7 белый конь · d5 белый ферзь · g4 белый слон · d3 белый король | b8 чёрная ладья · c8 чёрный король · d7 чёрный ферзь · f7 белый конь · d5 белый ферзь · g4 белый слон · d3 белый король | b8 чёрная ладья · c8 чёрный король · d7 чёрный ферзь · f7 белый конь · d5 белый ферзь · g4 белый слон · d3 белый король | b8 чёрная ладья · c8 чёрный король · d7 чёрный ферзь · f7 белый конь · d5 белый ферзь · g4 белый слон · d3 белый король | 4 |
| 3 | b8 чёрная ладья · c8 чёрный король · d7 чёрный ферзь · f7 белый конь · d5 белый ферзь · g4 белый слон · d3 белый король | b8 чёрная ладья · c8 чёрный король · d7 чёрный ферзь · f7 белый конь · d5 белый ферзь · g4 белый слон · d3 белый король | b8 чёрная ладья · c8 чёрный король · d7 чёрный ферзь · f7 белый конь · d5 белый ферзь · g4 белый слон · d3 белый король | b8 чёрная ладья · c8 чёрный король · d7 чёрный ферзь · f7 белый конь · d5 белый ферзь · g4 белый слон · d3 белый король | b8 чёрная ладья · c8 чёрный король · d7 чёрный ферзь · f7 белый конь · d5 белый ферзь · g4 белый слон · d3 белый король | b8 чёрная ладья · c8 чёрный король · d7 чёрный ферзь · f7 белый конь · d5 белый ферзь · g4 белый слон · d3 белый король | b8 чёрная ладья · c8 чёрный король · d7 чёрный ферзь · f7 белый конь · d5 белый ферзь · g4 белый слон · d3 белый король | b8 чёрная ладья · c8 чёрный король · d7 чёрный ферзь · f7 белый конь · d5 белый ферзь · g4 белый слон · d3 белый король | 3 |
| 2 | b8 чёрная ладья · c8 чёрный король · d7 чёрный ферзь · f7 белый конь · d5 белый ферзь · g4 белый слон · d3 белый король | b8 чёрная ладья · c8 чёрный король · d7 чёрный ферзь · f7 белый конь · d5 белый ферзь · g4 белый слон · d3 белый король | b8 чёрная ладья · c8 чёрный король · d7 чёрный ферзь · f7 белый конь · d5 белый ферзь · g4 белый слон · d3 белый король | b8 чёрная ладья · c8 чёрный король · d7 чёрный ферзь · f7 белый конь · d5 белый ферзь · g4 белый слон · d3 белый король | b8 чёрная ладья · c8 чёрный король · d7 чёрный ферзь · f7 белый конь · d5 белый ферзь · g4 белый слон · d3 белый король | b8 чёрная ладья · c8 чёрный король · d7 чёрный ферзь · f7 белый конь · d5 белый ферзь · g4 белый слон · d3 белый король | b8 чёрная ладья · c8 чёрный король · d7 чёрный ферзь · f7 белый конь · d5 белый ферзь · g4 белый слон · d3 белый король | b8 чёрная ладья · c8 чёрный король · d7 чёрный ферзь · f7 белый конь · d5 белый ферзь · g4 белый слон · d3 белый король | 2 |
| 1 | b8 чёрная ладья · c8 чёрный король · d7 чёрный ферзь · f7 белый конь · d5 белый ферзь · g4 белый слон · d3 белый король | b8 чёрная ладья · c8 чёрный король · d7 чёрный ферзь · f7 белый конь · d5 белый ферзь · g4 белый слон · d3 белый король | b8 чёрная ладья · c8 чёрный король · d7 чёрный ферзь · f7 белый конь · d5 белый ферзь · g4 белый слон · d3 белый король | b8 чёрная ладья · c8 чёрный король · d7 чёрный ферзь · f7 белый конь · d5 белый ферзь · g4 белый слон · d3 белый король | b8 чёрная ладья · c8 чёрный король · d7 чёрный ферзь · f7 белый конь · d5 белый ферзь · g4 белый слон · d3 белый король | b8 чёрная ладья · c8 чёрный король · d7 чёрный ферзь · f7 белый конь · d5 белый ферзь · g4 белый слон · d3 белый король | b8 чёрная ладья · c8 чёрный король · d7 чёрный ферзь · f7 белый конь · d5 белый ферзь · g4 белый слон · d3 белый король | b8 чёрная ладья · c8 чёрный король · d7 чёрный ферзь · f7 белый конь · d5 белый ферзь · g4 белый слон · d3 белый король | 1 |
|   | a | b | c | d | e | f | g | h |   |

В этой позиции белый ферзь не может дать мат 1.Фс6#, как в предыдущем примере, так как он связан чёрным ферзём. Однако его связка относительная, и он может идти на d4 или d6 или дать мат 1.Ф:d7#
|   | a | b | c | d | e | f | g | h |   |
| - | --- | --- | --- | --- | --- | --- | --- | --- | - |
| 8 | a8 чёрная ладья · b8 чёрный конь · d8 чёрный конь · g8 белая ладья · h8 белый король · a7 белая ладья · b7 чёрный ферзь · e7 белая пешка · f7 чёрный король · h7 чёрная пешка · b6 чёрный слон · c6 чёрный слон · d6 чёрная пешка · d5 чёрная ладья · e5 чёрная пешка · g5 белый слон · b4 белая пешка · c4 белый конь · g4 белый слон · d3 чёрная пешка · g2 чёрная пешка · h2 чёрная пешка · b1 белый ферзь | a8 чёрная ладья · b8 чёрный конь · d8 чёрный конь · g8 белая ладья · h8 белый король · a7 белая ладья · b7 чёрный ферзь · e7 белая пешка · f7 чёрный король · h7 чёрная пешка · b6 чёрный слон · c6 чёрный слон · d6 чёрная пешка · d5 чёрная ладья · e5 чёрная пешка · g5 белый слон · b4 белая пешка · c4 белый конь · g4 белый слон · d3 чёрная пешка · g2 чёрная пешка · h2 чёрная пешка · b1 белый ферзь | a8 чёрная ладья · b8 чёрный конь · d8 чёрный конь · g8 белая ладья · h8 белый король · a7 белая ладья · b7 чёрный ферзь · e7 белая пешка · f7 чёрный король · h7 чёрная пешка · b6 чёрный слон · c6 чёрный слон · d6 чёрная пешка · d5 чёрная ладья · e5 чёрная пешка · g5 белый слон · b4 белая пешка · c4 белый конь · g4 белый слон · d3 чёрная пешка · g2 чёрная пешка · h2 чёрная пешка · b1 белый ферзь | a8 чёрная ладья · b8 чёрный конь · d8 чёрный конь · g8 белая ладья · h8 белый король · a7 белая ладья · b7 чёрный ферзь · e7 белая пешка · f7 чёрный король · h7 чёрная пешка · b6 чёрный слон · c6 чёрный слон · d6 чёрная пешка · d5 чёрная ладья · e5 чёрная пешка · g5 белый слон · b4 белая пешка · c4 белый конь · g4 белый слон · d3 чёрная пешка · g2 чёрная пешка · h2 чёрная пешка · b1 белый ферзь | a8 чёрная ладья · b8 чёрный конь · d8 чёрный конь · g8 белая ладья · h8 белый король · a7 белая ладья · b7 чёрный ферзь · e7 белая пешка · f7 чёрный король · h7 чёрная пешка · b6 чёрный слон · c6 чёрный слон · d6 чёрная пешка · d5 чёрная ладья · e5 чёрная пешка · g5 белый слон · b4 белая пешка · c4 белый конь · g4 белый слон · d3 чёрная пешка · g2 чёрная пешка · h2 чёрная пешка · b1 белый ферзь | a8 чёрная ладья · b8 чёрный конь · d8 чёрный конь · g8 белая ладья · h8 белый король · a7 белая ладья · b7 чёрный ферзь · e7 белая пешка · f7 чёрный король · h7 чёрная пешка · b6 чёрный слон · c6 чёрный слон · d6 чёрная пешка · d5 чёрная ладья · e5 чёрная пешка · g5 белый слон · b4 белая пешка · c4 белый конь · g4 белый слон · d3 чёрная пешка · g2 чёрная пешка · h2 чёрная пешка · b1 белый ферзь | a8 чёрная ладья · b8 чёрный конь · d8 чёрный конь · g8 белая ладья · h8 белый король · a7 белая ладья · b7 чёрный ферзь · e7 белая пешка · f7 чёрный король · h7 чёрная пешка · b6 чёрный слон · c6 чёрный слон · d6 чёрная пешка · d5 чёрная ладья · e5 чёрная пешка · g5 белый слон · b4 белая пешка · c4 белый конь · g4 белый слон · d3 чёрная пешка · g2 чёрная пешка · h2 чёрная пешка · b1 белый ферзь | a8 чёрная ладья · b8 чёрный конь · d8 чёрный конь · g8 белая ладья · h8 белый король · a7 белая ладья · b7 чёрный ферзь · e7 белая пешка · f7 чёрный король · h7 чёрная пешка · b6 чёрный слон · c6 чёрный слон · d6 чёрная пешка · d5 чёрная ладья · e5 чёрная пешка · g5 белый слон · b4 белая пешка · c4 белый конь · g4 белый слон · d3 чёрная пешка · g2 чёрная пешка · h2 чёрная пешка · b1 белый ферзь | 8 |
| 7 | a8 чёрная ладья · b8 чёрный конь · d8 чёрный конь · g8 белая ладья · h8 белый король · a7 белая ладья · b7 чёрный ферзь · e7 белая пешка · f7 чёрный король · h7 чёрная пешка · b6 чёрный слон · c6 чёрный слон · d6 чёрная пешка · d5 чёрная ладья · e5 чёрная пешка · g5 белый слон · b4 белая пешка · c4 белый конь · g4 белый слон · d3 чёрная пешка · g2 чёрная пешка · h2 чёрная пешка · b1 белый ферзь | a8 чёрная ладья · b8 чёрный конь · d8 чёрный конь · g8 белая ладья · h8 белый король · a7 белая ладья · b7 чёрный ферзь · e7 белая пешка · f7 чёрный король · h7 чёрная пешка · b6 чёрный слон · c6 чёрный слон · d6 чёрная пешка · d5 чёрная ладья · e5 чёрная пешка · g5 белый слон · b4 белая пешка · c4 белый конь · g4 белый слон · d3 чёрная пешка · g2 чёрная пешка · h2 чёрная пешка · b1 белый ферзь | a8 чёрная ладья · b8 чёрный конь · d8 чёрный конь · g8 белая ладья · h8 белый король · a7 белая ладья · b7 чёрный ферзь · e7 белая пешка · f7 чёрный король · h7 чёрная пешка · b6 чёрный слон · c6 чёрный слон · d6 чёрная пешка · d5 чёрная ладья · e5 чёрная пешка · g5 белый слон · b4 белая пешка · c4 белый конь · g4 белый слон · d3 чёрная пешка · g2 чёрная пешка · h2 чёрная пешка · b1 белый ферзь | a8 чёрная ладья · b8 чёрный конь · d8 чёрный конь · g8 белая ладья · h8 белый король · a7 белая ладья · b7 чёрный ферзь · e7 белая пешка · f7 чёрный король · h7 чёрная пешка · b6 чёрный слон · c6 чёрный слон · d6 чёрная пешка · d5 чёрная ладья · e5 чёрная пешка · g5 белый слон · b4 белая пешка · c4 белый конь · g4 белый слон · d3 чёрная пешка · g2 чёрная пешка · h2 чёрная пешка · b1 белый ферзь | a8 чёрная ладья · b8 чёрный конь · d8 чёрный конь · g8 белая ладья · h8 белый король · a7 белая ладья · b7 чёрный ферзь · e7 белая пешка · f7 чёрный король · h7 чёрная пешка · b6 чёрный слон · c6 чёрный слон · d6 чёрная пешка · d5 чёрная ладья · e5 чёрная пешка · g5 белый слон · b4 белая пешка · c4 белый конь · g4 белый слон · d3 чёрная пешка · g2 чёрная пешка · h2 чёрная пешка · b1 белый ферзь | a8 чёрная ладья · b8 чёрный конь · d8 чёрный конь · g8 белая ладья · h8 белый король · a7 белая ладья · b7 чёрный ферзь · e7 белая пешка · f7 чёрный король · h7 чёрная пешка · b6 чёрный слон · c6 чёрный слон · d6 чёрная пешка · d5 чёрная ладья · e5 чёрная пешка · g5 белый слон · b4 белая пешка · c4 белый конь · g4 белый слон · d3 чёрная пешка · g2 чёрная пешка · h2 чёрная пешка · b1 белый ферзь | a8 чёрная ладья · b8 чёрный конь · d8 чёрный конь · g8 белая ладья · h8 белый король · a7 белая ладья · b7 чёрный ферзь · e7 белая пешка · f7 чёрный король · h7 чёрная пешка · b6 чёрный слон · c6 чёрный слон · d6 чёрная пешка · d5 чёрная ладья · e5 чёрная пешка · g5 белый слон · b4 белая пешка · c4 белый конь · g4 белый слон · d3 чёрная пешка · g2 чёрная пешка · h2 чёрная пешка · b1 белый ферзь | a8 чёрная ладья · b8 чёрный конь · d8 чёрный конь · g8 белая ладья · h8 белый король · a7 белая ладья · b7 чёрный ферзь · e7 белая пешка · f7 чёрный король · h7 чёрная пешка · b6 чёрный слон · c6 чёрный слон · d6 чёрная пешка · d5 чёрная ладья · e5 чёрная пешка · g5 белый слон · b4 белая пешка · c4 белый конь · g4 белый слон · d3 чёрная пешка · g2 чёрная пешка · h2 чёрная пешка · b1 белый ферзь | 7 |
| 6 | a8 чёрная ладья · b8 чёрный конь · d8 чёрный конь · g8 белая ладья · h8 белый король · a7 белая ладья · b7 чёрный ферзь · e7 белая пешка · f7 чёрный король · h7 чёрная пешка · b6 чёрный слон · c6 чёрный слон · d6 чёрная пешка · d5 чёрная ладья · e5 чёрная пешка · g5 белый слон · b4 белая пешка · c4 белый конь · g4 белый слон · d3 чёрная пешка · g2 чёрная пешка · h2 чёрная пешка · b1 белый ферзь | a8 чёрная ладья · b8 чёрный конь · d8 чёрный конь · g8 белая ладья · h8 белый король · a7 белая ладья · b7 чёрный ферзь · e7 белая пешка · f7 чёрный король · h7 чёрная пешка · b6 чёрный слон · c6 чёрный слон · d6 чёрная пешка · d5 чёрная ладья · e5 чёрная пешка · g5 белый слон · b4 белая пешка · c4 белый конь · g4 белый слон · d3 чёрная пешка · g2 чёрная пешка · h2 чёрная пешка · b1 белый ферзь | a8 чёрная ладья · b8 чёрный конь · d8 чёрный конь · g8 белая ладья · h8 белый король · a7 белая ладья · b7 чёрный ферзь · e7 белая пешка · f7 чёрный король · h7 чёрная пешка · b6 чёрный слон · c6 чёрный слон · d6 чёрная пешка · d5 чёрная ладья · e5 чёрная пешка · g5 белый слон · b4 белая пешка · c4 белый конь · g4 белый слон · d3 чёрная пешка · g2 чёрная пешка · h2 чёрная пешка · b1 белый ферзь | a8 чёрная ладья · b8 чёрный конь · d8 чёрный конь · g8 белая ладья · h8 белый король · a7 белая ладья · b7 чёрный ферзь · e7 белая пешка · f7 чёрный король · h7 чёрная пешка · b6 чёрный слон · c6 чёрный слон · d6 чёрная пешка · d5 чёрная ладья · e5 чёрная пешка · g5 белый слон · b4 белая пешка · c4 белый конь · g4 белый слон · d3 чёрная пешка · g2 чёрная пешка · h2 чёрная пешка · b1 белый ферзь | a8 чёрная ладья · b8 чёрный конь · d8 чёрный конь · g8 белая ладья · h8 белый король · a7 белая ладья · b7 чёрный ферзь · e7 белая пешка · f7 чёрный король · h7 чёрная пешка · b6 чёрный слон · c6 чёрный слон · d6 чёрная пешка · d5 чёрная ладья · e5 чёрная пешка · g5 белый слон · b4 белая пешка · c4 белый конь · g4 белый слон · d3 чёрная пешка · g2 чёрная пешка · h2 чёрная пешка · b1 белый ферзь | a8 чёрная ладья · b8 чёрный конь · d8 чёрный конь · g8 белая ладья · h8 белый король · a7 белая ладья · b7 чёрный ферзь · e7 белая пешка · f7 чёрный король · h7 чёрная пешка · b6 чёрный слон · c6 чёрный слон · d6 чёрная пешка · d5 чёрная ладья · e5 чёрная пешка · g5 белый слон · b4 белая пешка · c4 белый конь · g4 белый слон · d3 чёрная пешка · g2 чёрная пешка · h2 чёрная пешка · b1 белый ферзь | a8 чёрная ладья · b8 чёрный конь · d8 чёрный конь · g8 белая ладья · h8 белый король · a7 белая ладья · b7 чёрный ферзь · e7 белая пешка · f7 чёрный король · h7 чёрная пешка · b6 чёрный слон · c6 чёрный слон · d6 чёрная пешка · d5 чёрная ладья · e5 чёрная пешка · g5 белый слон · b4 белая пешка · c4 белый конь · g4 белый слон · d3 чёрная пешка · g2 чёрная пешка · h2 чёрная пешка · b1 белый ферзь | a8 чёрная ладья · b8 чёрный конь · d8 чёрный конь · g8 белая ладья · h8 белый король · a7 белая ладья · b7 чёрный ферзь · e7 белая пешка · f7 чёрный король · h7 чёрная пешка · b6 чёрный слон · c6 чёрный слон · d6 чёрная пешка · d5 чёрная ладья · e5 чёрная пешка · g5 белый слон · b4 белая пешка · c4 белый конь · g4 белый слон · d3 чёрная пешка · g2 чёрная пешка · h2 чёрная пешка · b1 белый ферзь | 6 |
| 5 | a8 чёрная ладья · b8 чёрный конь · d8 чёрный конь · g8 белая ладья · h8 белый король · a7 белая ладья · b7 чёрный ферзь · e7 белая пешка · f7 чёрный король · h7 чёрная пешка · b6 чёрный слон · c6 чёрный слон · d6 чёрная пешка · d5 чёрная ладья · e5 чёрная пешка · g5 белый слон · b4 белая пешка · c4 белый конь · g4 белый слон · d3 чёрная пешка · g2 чёрная пешка · h2 чёрная пешка · b1 белый ферзь | a8 чёрная ладья · b8 чёрный конь · d8 чёрный конь · g8 белая ладья · h8 белый король · a7 белая ладья · b7 чёрный ферзь · e7 белая пешка · f7 чёрный король · h7 чёрная пешка · b6 чёрный слон · c6 чёрный слон · d6 чёрная пешка · d5 чёрная ладья · e5 чёрная пешка · g5 белый слон · b4 белая пешка · c4 белый конь · g4 белый слон · d3 чёрная пешка · g2 чёрная пешка · h2 чёрная пешка · b1 белый ферзь | a8 чёрная ладья · b8 чёрный конь · d8 чёрный конь · g8 белая ладья · h8 белый король · a7 белая ладья · b7 чёрный ферзь · e7 белая пешка · f7 чёрный король · h7 чёрная пешка · b6 чёрный слон · c6 чёрный слон · d6 чёрная пешка · d5 чёрная ладья · e5 чёрная пешка · g5 белый слон · b4 белая пешка · c4 белый конь · g4 белый слон · d3 чёрная пешка · g2 чёрная пешка · h2 чёрная пешка · b1 белый ферзь | a8 чёрная ладья · b8 чёрный конь · d8 чёрный конь · g8 белая ладья · h8 белый король · a7 белая ладья · b7 чёрный ферзь · e7 белая пешка · f7 чёрный король · h7 чёрная пешка · b6 чёрный слон · c6 чёрный слон · d6 чёрная пешка · d5 чёрная ладья · e5 чёрная пешка · g5 белый слон · b4 белая пешка · c4 белый конь · g4 белый слон · d3 чёрная пешка · g2 чёрная пешка · h2 чёрная пешка · b1 белый ферзь | a8 чёрная ладья · b8 чёрный конь · d8 чёрный конь · g8 белая ладья · h8 белый король · a7 белая ладья · b7 чёрный ферзь · e7 белая пешка · f7 чёрный король · h7 чёрная пешка · b6 чёрный слон · c6 чёрный слон · d6 чёрная пешка · d5 чёрная ладья · e5 чёрная пешка · g5 белый слон · b4 белая пешка · c4 белый конь · g4 белый слон · d3 чёрная пешка · g2 чёрная пешка · h2 чёрная пешка · b1 белый ферзь | a8 чёрная ладья · b8 чёрный конь · d8 чёрный конь · g8 белая ладья · h8 белый король · a7 белая ладья · b7 чёрный ферзь · e7 белая пешка · f7 чёрный король · h7 чёрная пешка · b6 чёрный слон · c6 чёрный слон · d6 чёрная пешка · d5 чёрная ладья · e5 чёрная пешка · g5 белый слон · b4 белая пешка · c4 белый конь · g4 белый слон · d3 чёрная пешка · g2 чёрная пешка · h2 чёрная пешка · b1 белый ферзь | a8 чёрная ладья · b8 чёрный конь · d8 чёрный конь · g8 белая ладья · h8 белый король · a7 белая ладья · b7 чёрный ферзь · e7 белая пешка · f7 чёрный король · h7 чёрная пешка · b6 чёрный слон · c6 чёрный слон · d6 чёрная пешка · d5 чёрная ладья · e5 чёрная пешка · g5 белый слон · b4 белая пешка · c4 белый конь · g4 белый слон · d3 чёрная пешка · g2 чёрная пешка · h2 чёрная пешка · b1 белый ферзь | a8 чёрная ладья · b8 чёрный конь · d8 чёрный конь · g8 белая ладья · h8 белый король · a7 белая ладья · b7 чёрный ферзь · e7 белая пешка · f7 чёрный король · h7 чёрная пешка · b6 чёрный слон · c6 чёрный слон · d6 чёрная пешка · d5 чёрная ладья · e5 чёрная пешка · g5 белый слон · b4 белая пешка · c4 белый конь · g4 белый слон · d3 чёрная пешка · g2 чёрная пешка · h2 чёрная пешка · b1 белый ферзь | 5 |
| 4 | a8 чёрная ладья · b8 чёрный конь · d8 чёрный конь · g8 белая ладья · h8 белый король · a7 белая ладья · b7 чёрный ферзь · e7 белая пешка · f7 чёрный король · h7 чёрная пешка · b6 чёрный слон · c6 чёрный слон · d6 чёрная пешка · d5 чёрная ладья · e5 чёрная пешка · g5 белый слон · b4 белая пешка · c4 белый конь · g4 белый слон · d3 чёрная пешка · g2 чёрная пешка · h2 чёрная пешка · b1 белый ферзь | a8 чёрная ладья · b8 чёрный конь · d8 чёрный конь · g8 белая ладья · h8 белый король · a7 белая ладья · b7 чёрный ферзь · e7 белая пешка · f7 чёрный король · h7 чёрная пешка · b6 чёрный слон · c6 чёрный слон · d6 чёрная пешка · d5 чёрная ладья · e5 чёрная пешка · g5 белый слон · b4 белая пешка · c4 белый конь · g4 белый слон · d3 чёрная пешка · g2 чёрная пешка · h2 чёрная пешка · b1 белый ферзь | a8 чёрная ладья · b8 чёрный конь · d8 чёрный конь · g8 белая ладья · h8 белый король · a7 белая ладья · b7 чёрный ферзь · e7 белая пешка · f7 чёрный король · h7 чёрная пешка · b6 чёрный слон · c6 чёрный слон · d6 чёрная пешка · d5 чёрная ладья · e5 чёрная пешка · g5 белый слон · b4 белая пешка · c4 белый конь · g4 белый слон · d3 чёрная пешка · g2 чёрная пешка · h2 чёрная пешка · b1 белый ферзь | a8 чёрная ладья · b8 чёрный конь · d8 чёрный конь · g8 белая ладья · h8 белый король · a7 белая ладья · b7 чёрный ферзь · e7 белая пешка · f7 чёрный король · h7 чёрная пешка · b6 чёрный слон · c6 чёрный слон · d6 чёрная пешка · d5 чёрная ладья · e5 чёрная пешка · g5 белый слон · b4 белая пешка · c4 белый конь · g4 белый слон · d3 чёрная пешка · g2 чёрная пешка · h2 чёрная пешка · b1 белый ферзь | a8 чёрная ладья · b8 чёрный конь · d8 чёрный конь · g8 белая ладья · h8 белый король · a7 белая ладья · b7 чёрный ферзь · e7 белая пешка · f7 чёрный король · h7 чёрная пешка · b6 чёрный слон · c6 чёрный слон · d6 чёрная пешка · d5 чёрная ладья · e5 чёрная пешка · g5 белый слон · b4 белая пешка · c4 белый конь · g4 белый слон · d3 чёрная пешка · g2 чёрная пешка · h2 чёрная пешка · b1 белый ферзь | a8 чёрная ладья · b8 чёрный конь · d8 чёрный конь · g8 белая ладья · h8 белый король · a7 белая ладья · b7 чёрный ферзь · e7 белая пешка · f7 чёрный король · h7 чёрная пешка · b6 чёрный слон · c6 чёрный слон · d6 чёрная пешка · d5 чёрная ладья · e5 чёрная пешка · g5 белый слон · b4 белая пешка · c4 белый конь · g4 белый слон · d3 чёрная пешка · g2 чёрная пешка · h2 чёрная пешка · b1 белый ферзь | a8 чёрная ладья · b8 чёрный конь · d8 чёрный конь · g8 белая ладья · h8 белый король · a7 белая ладья · b7 чёрный ферзь · e7 белая пешка · f7 чёрный король · h7 чёрная пешка · b6 чёрный слон · c6 чёрный слон · d6 чёрная пешка · d5 чёрная ладья · e5 чёрная пешка · g5 белый слон · b4 белая пешка · c4 белый конь · g4 белый слон · d3 чёрная пешка · g2 чёрная пешка · h2 чёрная пешка · b1 белый ферзь | a8 чёрная ладья · b8 чёрный конь · d8 чёрный конь · g8 белая ладья · h8 белый король · a7 белая ладья · b7 чёрный ферзь · e7 белая пешка · f7 чёрный король · h7 чёрная пешка · b6 чёрный слон · c6 чёрный слон · d6 чёрная пешка · d5 чёрная ладья · e5 чёрная пешка · g5 белый слон · b4 белая пешка · c4 белый конь · g4 белый слон · d3 чёрная пешка · g2 чёрная пешка · h2 чёрная пешка · b1 белый ферзь | 4 |
| 3 | a8 чёрная ладья · b8 чёрный конь · d8 чёрный конь · g8 белая ладья · h8 белый король · a7 белая ладья · b7 чёрный ферзь · e7 белая пешка · f7 чёрный король · h7 чёрная пешка · b6 чёрный слон · c6 чёрный слон · d6 чёрная пешка · d5 чёрная ладья · e5 чёрная пешка · g5 белый слон · b4 белая пешка · c4 белый конь · g4 белый слон · d3 чёрная пешка · g2 чёрная пешка · h2 чёрная пешка · b1 белый ферзь | a8 чёрная ладья · b8 чёрный конь · d8 чёрный конь · g8 белая ладья · h8 белый король · a7 белая ладья · b7 чёрный ферзь · e7 белая пешка · f7 чёрный король · h7 чёрная пешка · b6 чёрный слон · c6 чёрный слон · d6 чёрная пешка · d5 чёрная ладья · e5 чёрная пешка · g5 белый слон · b4 белая пешка · c4 белый конь · g4 белый слон · d3 чёрная пешка · g2 чёрная пешка · h2 чёрная пешка · b1 белый ферзь | a8 чёрная ладья · b8 чёрный конь · d8 чёрный конь · g8 белая ладья · h8 белый король · a7 белая ладья · b7 чёрный ферзь · e7 белая пешка · f7 чёрный король · h7 чёрная пешка · b6 чёрный слон · c6 чёрный слон · d6 чёрная пешка · d5 чёрная ладья · e5 чёрная пешка · g5 белый слон · b4 белая пешка · c4 белый конь · g4 белый слон · d3 чёрная пешка · g2 чёрная пешка · h2 чёрная пешка · b1 белый ферзь | a8 чёрная ладья · b8 чёрный конь · d8 чёрный конь · g8 белая ладья · h8 белый король · a7 белая ладья · b7 чёрный ферзь · e7 белая пешка · f7 чёрный король · h7 чёрная пешка · b6 чёрный слон · c6 чёрный слон · d6 чёрная пешка · d5 чёрная ладья · e5 чёрная пешка · g5 белый слон · b4 белая пешка · c4 белый конь · g4 белый слон · d3 чёрная пешка · g2 чёрная пешка · h2 чёрная пешка · b1 белый ферзь | a8 чёрная ладья · b8 чёрный конь · d8 чёрный конь · g8 белая ладья · h8 белый король · a7 белая ладья · b7 чёрный ферзь · e7 белая пешка · f7 чёрный король · h7 чёрная пешка · b6 чёрный слон · c6 чёрный слон · d6 чёрная пешка · d5 чёрная ладья · e5 чёрная пешка · g5 белый слон · b4 белая пешка · c4 белый конь · g4 белый слон · d3 чёрная пешка · g2 чёрная пешка · h2 чёрная пешка · b1 белый ферзь | a8 чёрная ладья · b8 чёрный конь · d8 чёрный конь · g8 белая ладья · h8 белый король · a7 белая ладья · b7 чёрный ферзь · e7 белая пешка · f7 чёрный король · h7 чёрная пешка · b6 чёрный слон · c6 чёрный слон · d6 чёрная пешка · d5 чёрная ладья · e5 чёрная пешка · g5 белый слон · b4 белая пешка · c4 белый конь · g4 белый слон · d3 чёрная пешка · g2 чёрная пешка · h2 чёрная пешка · b1 белый ферзь | a8 чёрная ладья · b8 чёрный конь · d8 чёрный конь · g8 белая ладья · h8 белый король · a7 белая ладья · b7 чёрный ферзь · e7 белая пешка · f7 чёрный король · h7 чёрная пешка · b6 чёрный слон · c6 чёрный слон · d6 чёрная пешка · d5 чёрная ладья · e5 чёрная пешка · g5 белый слон · b4 белая пешка · c4 белый конь · g4 белый слон · d3 чёрная пешка · g2 чёрная пешка · h2 чёрная пешка · b1 белый ферзь | a8 чёрная ладья · b8 чёрный конь · d8 чёрный конь · g8 белая ладья · h8 белый король · a7 белая ладья · b7 чёрный ферзь · e7 белая пешка · f7 чёрный король · h7 чёрная пешка · b6 чёрный слон · c6 чёрный слон · d6 чёрная пешка · d5 чёрная ладья · e5 чёрная пешка · g5 белый слон · b4 белая пешка · c4 белый конь · g4 белый слон · d3 чёрная пешка · g2 чёрная пешка · h2 чёрная пешка · b1 белый ферзь | 3 |
| 2 | a8 чёрная ладья · b8 чёрный конь · d8 чёрный конь · g8 белая ладья · h8 белый король · a7 белая ладья · b7 чёрный ферзь · e7 белая пешка · f7 чёрный король · h7 чёрная пешка · b6 чёрный слон · c6 чёрный слон · d6 чёрная пешка · d5 чёрная ладья · e5 чёрная пешка · g5 белый слон · b4 белая пешка · c4 белый конь · g4 белый слон · d3 чёрная пешка · g2 чёрная пешка · h2 чёрная пешка · b1 белый ферзь | a8 чёрная ладья · b8 чёрный конь · d8 чёрный конь · g8 белая ладья · h8 белый король · a7 белая ладья · b7 чёрный ферзь · e7 белая пешка · f7 чёрный король · h7 чёрная пешка · b6 чёрный слон · c6 чёрный слон · d6 чёрная пешка · d5 чёрная ладья · e5 чёрная пешка · g5 белый слон · b4 белая пешка · c4 белый конь · g4 белый слон · d3 чёрная пешка · g2 чёрная пешка · h2 чёрная пешка · b1 белый ферзь | a8 чёрная ладья · b8 чёрный конь · d8 чёрный конь · g8 белая ладья · h8 белый король · a7 белая ладья · b7 чёрный ферзь · e7 белая пешка · f7 чёрный король · h7 чёрная пешка · b6 чёрный слон · c6 чёрный слон · d6 чёрная пешка · d5 чёрная ладья · e5 чёрная пешка · g5 белый слон · b4 белая пешка · c4 белый конь · g4 белый слон · d3 чёрная пешка · g2 чёрная пешка · h2 чёрная пешка · b1 белый ферзь | a8 чёрная ладья · b8 чёрный конь · d8 чёрный конь · g8 белая ладья · h8 белый король · a7 белая ладья · b7 чёрный ферзь · e7 белая пешка · f7 чёрный король · h7 чёрная пешка · b6 чёрный слон · c6 чёрный слон · d6 чёрная пешка · d5 чёрная ладья · e5 чёрная пешка · g5 белый слон · b4 белая пешка · c4 белый конь · g4 белый слон · d3 чёрная пешка · g2 чёрная пешка · h2 чёрная пешка · b1 белый ферзь | a8 чёрная ладья · b8 чёрный конь · d8 чёрный конь · g8 белая ладья · h8 белый король · a7 белая ладья · b7 чёрный ферзь · e7 белая пешка · f7 чёрный король · h7 чёрная пешка · b6 чёрный слон · c6 чёрный слон · d6 чёрная пешка · d5 чёрная ладья · e5 чёрная пешка · g5 белый слон · b4 белая пешка · c4 белый конь · g4 белый слон · d3 чёрная пешка · g2 чёрная пешка · h2 чёрная пешка · b1 белый ферзь | a8 чёрная ладья · b8 чёрный конь · d8 чёрный конь · g8 белая ладья · h8 белый король · a7 белая ладья · b7 чёрный ферзь · e7 белая пешка · f7 чёрный король · h7 чёрная пешка · b6 чёрный слон · c6 чёрный слон · d6 чёрная пешка · d5 чёрная ладья · e5 чёрная пешка · g5 белый слон · b4 белая пешка · c4 белый конь · g4 белый слон · d3 чёрная пешка · g2 чёрная пешка · h2 чёрная пешка · b1 белый ферзь | a8 чёрная ладья · b8 чёрный конь · d8 чёрный конь · g8 белая ладья · h8 белый король · a7 белая ладья · b7 чёрный ферзь · e7 белая пешка · f7 чёрный король · h7 чёрная пешка · b6 чёрный слон · c6 чёрный слон · d6 чёрная пешка · d5 чёрная ладья · e5 чёрная пешка · g5 белый слон · b4 белая пешка · c4 белый конь · g4 белый слон · d3 чёрная пешка · g2 чёрная пешка · h2 чёрная пешка · b1 белый ферзь | a8 чёрная ладья · b8 чёрный конь · d8 чёрный конь · g8 белая ладья · h8 белый король · a7 белая ладья · b7 чёрный ферзь · e7 белая пешка · f7 чёрный король · h7 чёрная пешка · b6 чёрный слон · c6 чёрный слон · d6 чёрная пешка · d5 чёрная ладья · e5 чёрная пешка · g5 белый слон · b4 белая пешка · c4 белый конь · g4 белый слон · d3 чёрная пешка · g2 чёрная пешка · h2 чёрная пешка · b1 белый ферзь | 2 |
| 1 | a8 чёрная ладья · b8 чёрный конь · d8 чёрный конь · g8 белая ладья · h8 белый король · a7 белая ладья · b7 чёрный ферзь · e7 белая пешка · f7 чёрный король · h7 чёрная пешка · b6 чёрный слон · c6 чёрный слон · d6 чёрная пешка · d5 чёрная ладья · e5 чёрная пешка · g5 белый слон · b4 белая пешка · c4 белый конь · g4 белый слон · d3 чёрная пешка · g2 чёрная пешка · h2 чёрная пешка · b1 белый ферзь | a8 чёрная ладья · b8 чёрный конь · d8 чёрный конь · g8 белая ладья · h8 белый король · a7 белая ладья · b7 чёрный ферзь · e7 белая пешка · f7 чёрный король · h7 чёрная пешка · b6 чёрный слон · c6 чёрный слон · d6 чёрная пешка · d5 чёрная ладья · e5 чёрная пешка · g5 белый слон · b4 белая пешка · c4 белый конь · g4 белый слон · d3 чёрная пешка · g2 чёрная пешка · h2 чёрная пешка · b1 белый ферзь | a8 чёрная ладья · b8 чёрный конь · d8 чёрный конь · g8 белая ладья · h8 белый король · a7 белая ладья · b7 чёрный ферзь · e7 белая пешка · f7 чёрный король · h7 чёрная пешка · b6 чёрный слон · c6 чёрный слон · d6 чёрная пешка · d5 чёрная ладья · e5 чёрная пешка · g5 белый слон · b4 белая пешка · c4 белый конь · g4 белый слон · d3 чёрная пешка · g2 чёрная пешка · h2 чёрная пешка · b1 белый ферзь | a8 чёрная ладья · b8 чёрный конь · d8 чёрный конь · g8 белая ладья · h8 белый король · a7 белая ладья · b7 чёрный ферзь · e7 белая пешка · f7 чёрный король · h7 чёрная пешка · b6 чёрный слон · c6 чёрный слон · d6 чёрная пешка · d5 чёрная ладья · e5 чёрная пешка · g5 белый слон · b4 белая пешка · c4 белый конь · g4 белый слон · d3 чёрная пешка · g2 чёрная пешка · h2 чёрная пешка · b1 белый ферзь | a8 чёрная ладья · b8 чёрный конь · d8 чёрный конь · g8 белая ладья · h8 белый король · a7 белая ладья · b7 чёрный ферзь · e7 белая пешка · f7 чёрный король · h7 чёрная пешка · b6 чёрный слон · c6 чёрный слон · d6 чёрная пешка · d5 чёрная ладья · e5 чёрная пешка · g5 белый слон · b4 белая пешка · c4 белый конь · g4 белый слон · d3 чёрная пешка · g2 чёрная пешка · h2 чёрная пешка · b1 белый ферзь | a8 чёрная ладья · b8 чёрный конь · d8 чёрный конь · g8 белая ладья · h8 белый король · a7 белая ладья · b7 чёрный ферзь · e7 белая пешка · f7 чёрный король · h7 чёрная пешка · b6 чёрный слон · c6 чёрный слон · d6 чёрная пешка · d5 чёрная ладья · e5 чёрная пешка · g5 белый слон · b4 белая пешка · c4 белый конь · g4 белый слон · d3 чёрная пешка · g2 чёрная пешка · h2 чёрная пешка · b1 белый ферзь | a8 чёрная ладья · b8 чёрный конь · d8 чёрный конь · g8 белая ладья · h8 белый король · a7 белая ладья · b7 чёрный ферзь · e7 белая пешка · f7 чёрный король · h7 чёрная пешка · b6 чёрный слон · c6 чёрный слон · d6 чёрная пешка · d5 чёрная ладья · e5 чёрная пешка · g5 белый слон · b4 белая пешка · c4 белый конь · g4 белый слон · d3 чёрная пешка · g2 чёрная пешка · h2 чёрная пешка · b1 белый ферзь | a8 чёрная ладья · b8 чёрный конь · d8 чёрный конь · g8 белая ладья · h8 белый король · a7 белая ладья · b7 чёрный ферзь · e7 белая пешка · f7 чёрный король · h7 чёрная пешка · b6 чёрный слон · c6 чёрный слон · d6 чёрная пешка · d5 чёрная ладья · e5 чёрная пешка · g5 белый слон · b4 белая пешка · c4 белый конь · g4 белый слон · d3 чёрная пешка · g2 чёрная пешка · h2 чёрная пешка · b1 белый ферзь | 1 |
|   | a | b | c | d | e | f | g | h |   |

На доске уже есть замаскированная связка чёрного ферзя по линии a7 — f7. Первым ходом белые создают ещё одну, теперь по линии a2 — f7:

1.Фа2!

угроза 2.K:d6# — косвенное связывание чёрной ладьи d5.

1…Фс7 2.e:d8K#

1…Фd7 2.e8Ф# — косвенные связывания чёрного ферзя, использующие перекрытие им чёрных слонов.

Дополнительные варианты:

1…Сс7 2.Фf2#

1…Ke6 2.Ch5#